# 小田急多摩線
多摩線（たません）は、神奈川県川崎市麻生区の新百合ヶ丘駅から東京都多摩市の唐木田駅までを結ぶ、小田急電鉄の鉄道路線である。駅ナンバリングで使われる路線記号はOT。
小田急で最も新しい路線であり、1974年6月1日に開業した。全線が高架化されており、踏切が存在しない高規格路線である。永山駅 - 多摩センター駅で併走している京王相模原線（以下「相模原線」）とともに多摩ニュータウンと東京都心方面を結んでいる。
開通から30年ほどは、新百合ヶ丘駅で小田原線新宿方面への乗り換えが不便であったため、多摩ニュータウンから東京都心へは、京王線に直通して新宿駅 - 多摩センター駅間を結ぶ相模原線を利用する乗客が多く、京王電鉄に大きな差をつけられていた。
しかし、小田急主体の沿線開発の進展に伴い年々利用客が増加し、小田原線の複々線化完成（代々木上原駅 - 登戸駅間）による2018年のダイヤ改正では、小田急多摩センター駅 - 新宿駅間を最短33分 で結ぶ快速急行や、通勤時間帯の通勤急行、新宿方面への日中の急行、帰宅時間帯及び土休日の快速急行が新設され、都心方面との直通が強化されている。朝ラッシュ時間帯に関しては、明大前駅付近で速度が落ちる京王線に対して当路線の方が速達性で勝るようになった。
2025年3月ダイヤ改正以降は、新宿駅直通列車が終日運転され、日中には東京メトロ千代田線・JR常磐緩行線直通の急行（土休日に1本ずつ設定されている北綾瀬発・綾瀬発・北綾瀬行き以外は全て我孫子発着）と10分間隔で交互に運行されている。また、日中は全ての列車が急行として運転されるが、多摩線内は各駅に停車する。
唐木田駅からは相模原駅、およびその先の上溝駅方面への延伸計画がある（後述）。

## 路線データ
- 路線距離：10.6 km
- 軌間：1067 mm
- 駅数：8駅（起終点駅含む）
- 複線区間：全線
- 電化区間：全線（直流1,500 V）
- 閉塞方式：自動閉塞式
- 最高速度：110 km/h[3][4]
- 建設主体：日本鉄道建設公団（現 独立行政法人 鉄道建設・運輸施設整備支援機構）

※ 全線立体交差、踏切は存在せず。

## 沿線概況
3面6線の新百合ヶ丘駅を発車すると、多摩線は高架を登り右カーブで北西を向き小田原線から分岐する。この曲線は半径555 mで、多摩線最小の曲線となる。その先で麻生川と東京都道・神奈川県道3号世田谷町田線（津久井道）を跨ぎ、切通しに入り五月台駅へ。その先は住宅街を築堤で抜け2面2線の栗平駅に到着。この先から徐々に本来の多摩丘陵の様相が見えてきて山が増えてくるようになり、次の黒川駅を発車すると東京都道・神奈川県道19号町田調布線（鶴川街道）を跨ぎ黒川トンネルを抜ける。黒川トンネルを抜けると新興住宅街はるひ野を左手に見て小田急で最も新しいはるひ野駅へ。この付近から北側に相模原線が見えてくるようになり、この先で諏訪トンネルを抜けて同線と合流して東京都多摩市に入る。しばらく多摩ニュータウンを両側に見ながら再び永山トンネルを抜けると2面2線の小田急永山駅に到着する。
小田急永山駅を発車すると相模原線と並走し、東京都道18号府中町田線（鎌倉街道など）を跨ぎ、左カーブで西を向く。切通しであった線路は間もなく高架に変わり、多摩ニュータウンの中心街に入ると2面2線の小田急多摩センター駅に到着する。
小田急多摩センター駅を発車するとすぐに多摩都市モノレール線が跨ぎ、相模原線と別れる。その先は右側は多摩丘陵の山を、左側は多摩ニュータウンを見ながら東京都道158号小山乞田線と並走。右手に府中カントリークラブゴルフ場が見えると間もなく2面3線の唐木田駅へ。唐木田駅の先は喜多見電車区唐木田出張所が広がり、また将来の延伸に備えて町田市北西部方面に線路が延びている。

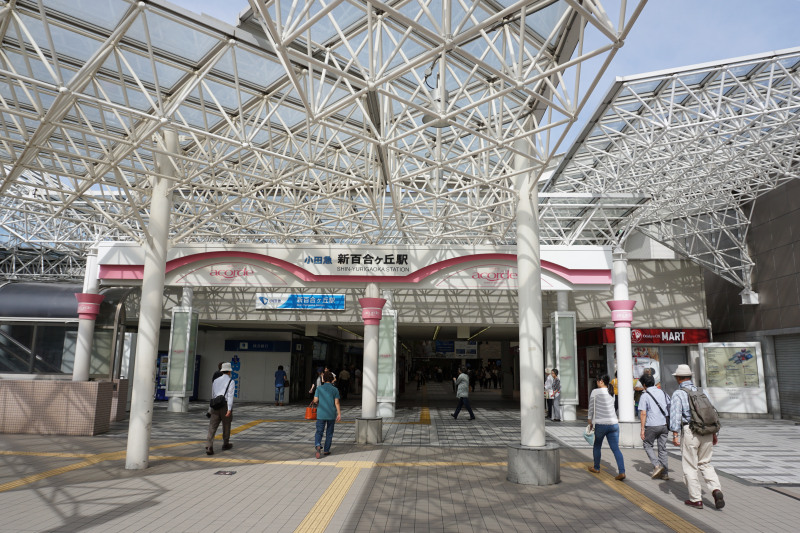
新百合ヶ丘駅
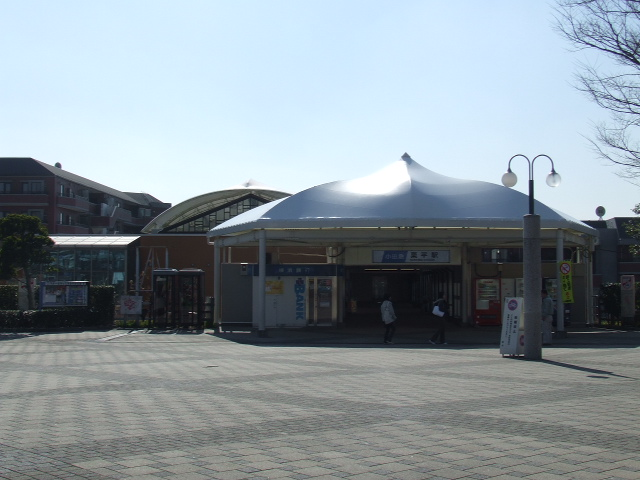
栗平駅
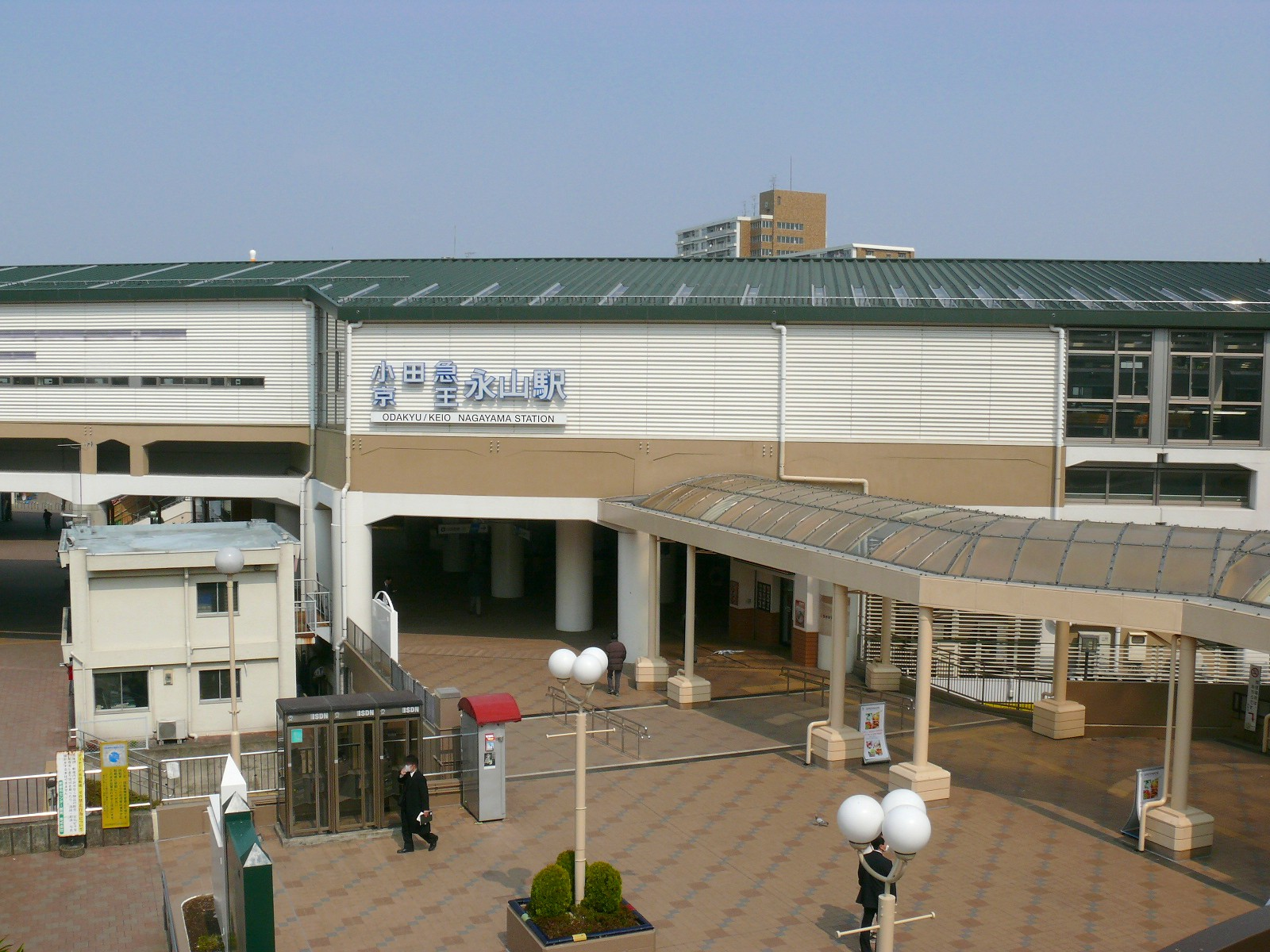
小田急永山駅
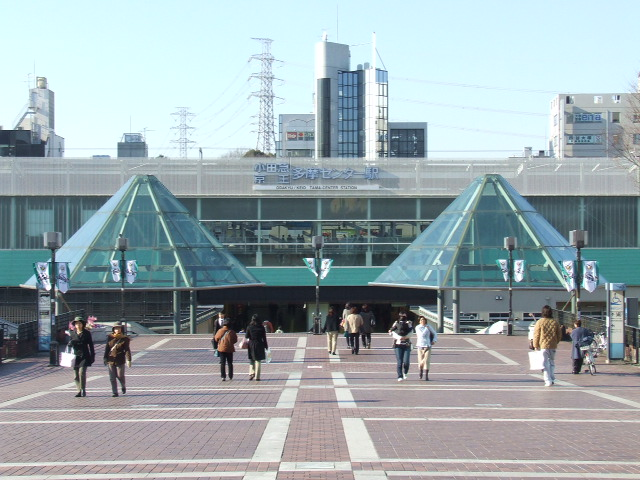
小田急多摩センター駅
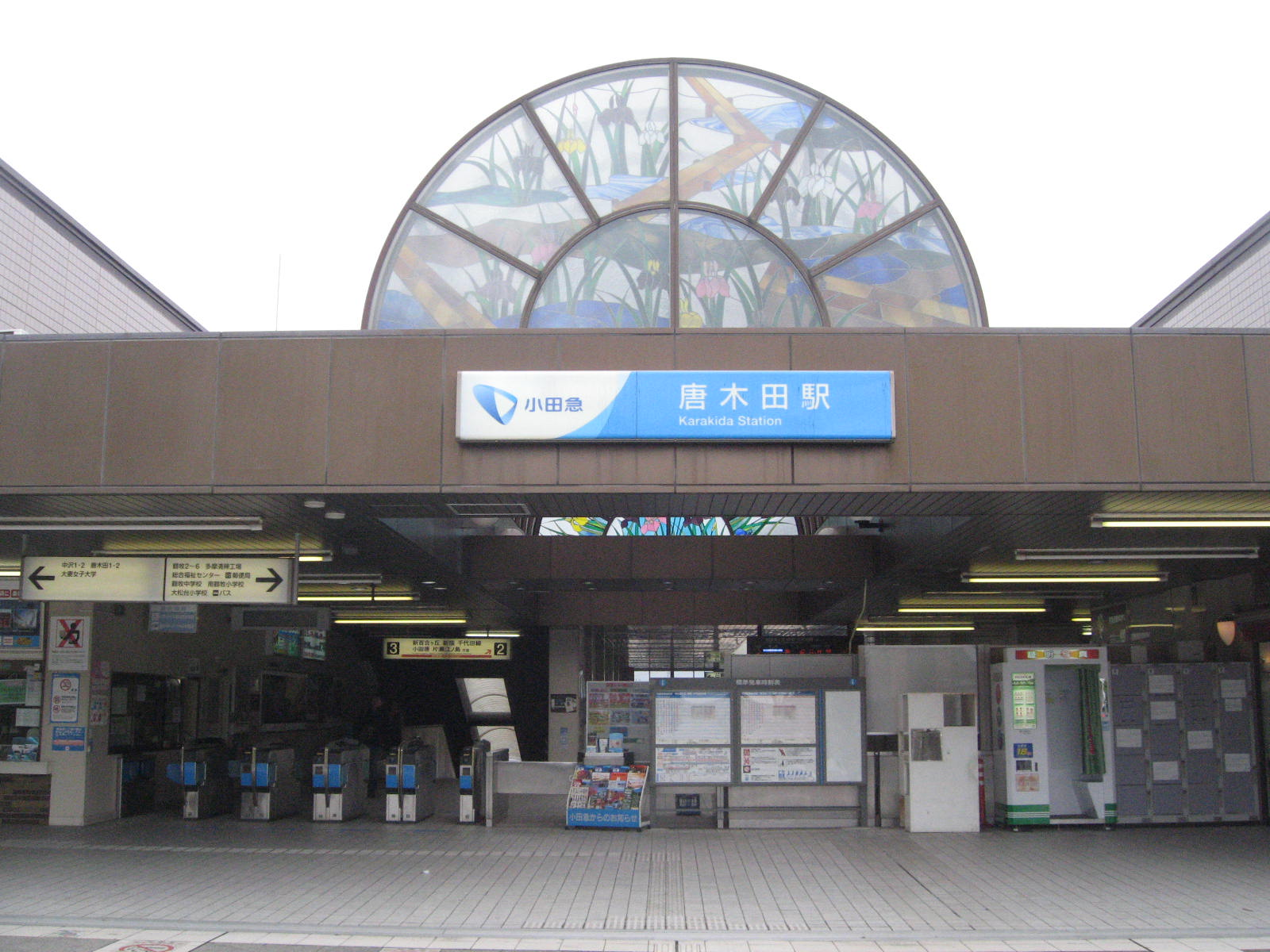
唐木田駅
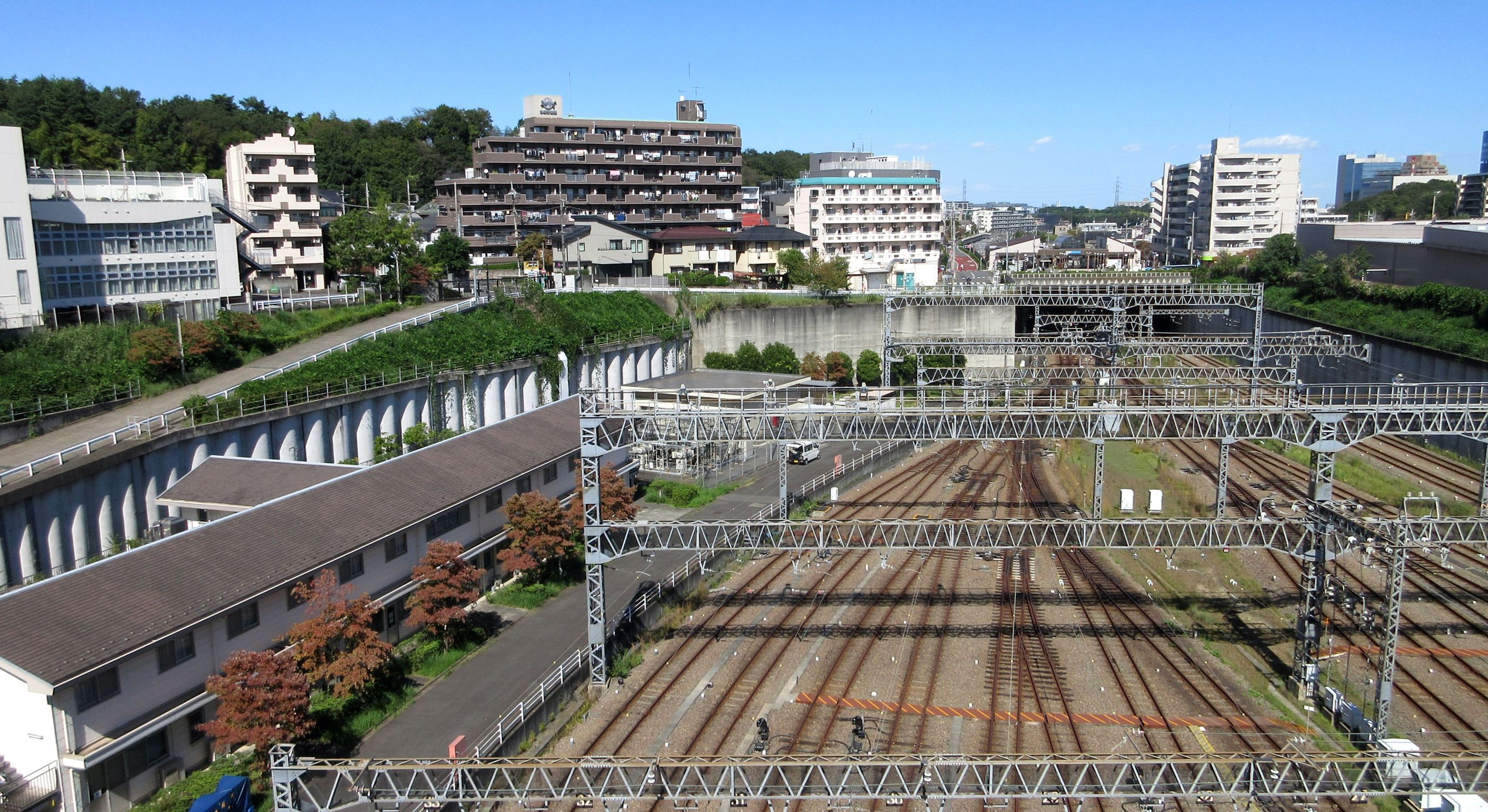
唐木田駅 - 車両基地間

## 歴史

### 前史 〜城山線計画〜
1958年、小田急は鶴川駅を起点とし、町田市図師、淵野辺駅、上溝駅、相模原市田名及び大島を経由し、城山町（現：相模原市緑区）へ至る「城山線」の免許申請を行った。これを契機に、町田市、相模原市、城山町は同年5月に「小田急新路線建設促進協議会」を設置し、新線の建設促進に向けた取組を開始した。開業目標を1961年とした同線は資金面の問題や多摩ニュータウン開発構想の提起により着工に到らなかったが、小田急小田原線から国鉄（その後のJR東日本）横浜線・相模線・愛川町方面への鉄道延伸計画の端緒になったと、町田市や相模原市では評価している。

### 多摩ニュータウン開発と多摩線の建設

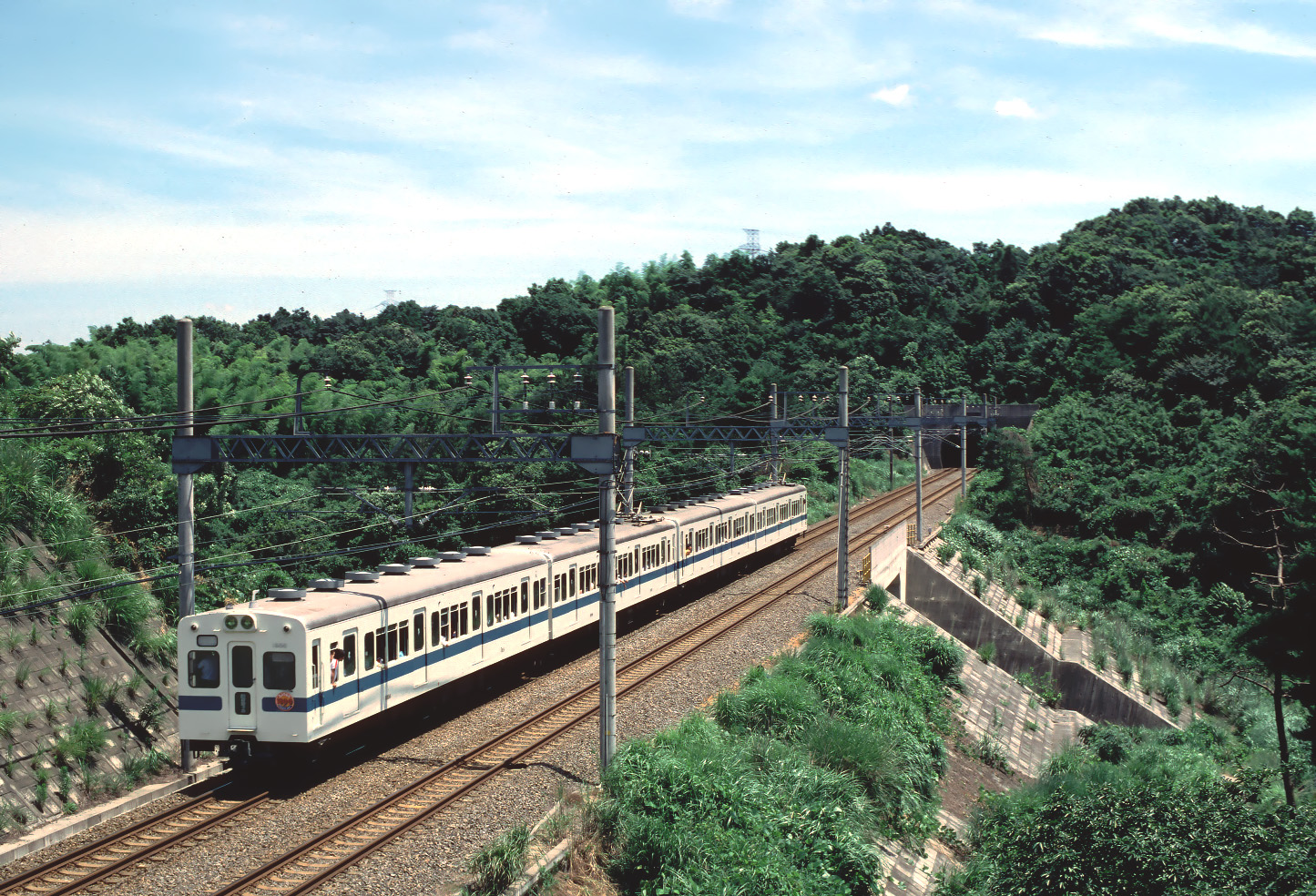
1981年ごろの黒川 - 小田急永山間（現在のはるひ野駅付近）を走る列車。沿線の開発は進んでいなかった

1963年7月11日に新住宅市街地開発法が公布され、それに基づき東京都は多摩ニュータウンを開発する計画を立てた。そして、居住者の多くが都心へ通勤することを考慮し、小田急と京王帝都電鉄（現・京王電鉄）の2社にニュータウン鉄道として新線の建設を要請した（計画段階では西武鉄道多摩川線の延長案もあった）。これに先立つ1962年には運輸省都市交通審議会の答申第6号で「喜多見方面より原宿、永田町、日比谷、池ノ端および日暮里の各方面を経て松戸方面へ向かう路線」として「東京8号線」の整備が提案されており、1964年には同区間の東側の経路を「 日比谷 - 湯島 - 西日暮里 - 綾瀬」と実質的に短縮する修正を加えて「東京9号線」として確定した上で、1972年の同審議会答申第15号 では「橋本-喜多見」間が追加されて、多摩ニュータウンから都心部への整備が進められる事になった。
小田急は当初、都心部から多摩ニュータウンへ最短距離で結ぶべく、喜多見駅から分岐して中野島駅、よみうりランド付近および稲城市内を経由して多摩中央（現在の「多摩センター駅」のことを指す）、そして「東京9号線」計画で起点駅と策定された橋本駅からさらに西進して城山町に至る経路を検討し、1964年に喜多見 - 城山間30.5kmの路線免許を申請したが、宅地化が急速に進み、地価が高騰していく中、市街地のど真ん中を貫く新線は歓迎されなかったことなどから、経由地となる狛江市内や稲城市内で地域ぐるみの反対運動が起き、新たに多摩川に架橋する必要が生じる上、相模原線と似た経路となることから、その後百合ヶ丘駅付近から分岐することに計画を変更した。しかし、百合ヶ丘付近にはS字カーブがあり、輸送のネックが生ずることが予想されたことから、路線の付け替えを行い、その途中に分岐駅となる新百合ヶ丘駅を設置することとし、上記の答申第15号で同駅での分岐が明記された。そして小田急は1967年に新百合ヶ丘 - 城山間の路線免許を取得した。
こうして1974年6月1日に新百合ヶ丘 - 小田急永山間、続いて1975年4月23日には小田急永山 - 小田急多摩センター間が開業した。しかし、小田原線の線路容量が逼迫していることもあって、多摩線のほとんどの列車は線内折り返しで運転せざるを得ず、朝ラッシュ時のわずかの各停を除き、新宿方面へは新百合ヶ丘駅で乗り換えが必要となった。一方の多摩ニュータウンに並行して乗り入れている相模原線が開業当初から都心方面（新宿駅・都営新宿線）への直通列車を運転していたことと、さらに2005年3月20日の小田急線運賃改定まで小田急多摩センター - 小田急永山間の運賃と京王多摩センター - 京王永山間の運賃に差異もある（大人初乗り運賃で京王が130円に対して小田急は140円であった）ことから、小田急多摩線は相模原線に相当数の乗客を奪われていた。そのため、日中はあたかも地方ローカル線のような線内列車（2両編成が主だった1980年代には15分間隔で4両編成が運転された）のみが行き来する閑散路線と化していた。小田急で最後に開業した路線にもかかわらず、1980年代まで主力の車両は18m級の2400形などで、それで十分の輸送量しかなかったのである。

### 小田急による多摩線沿線の開発

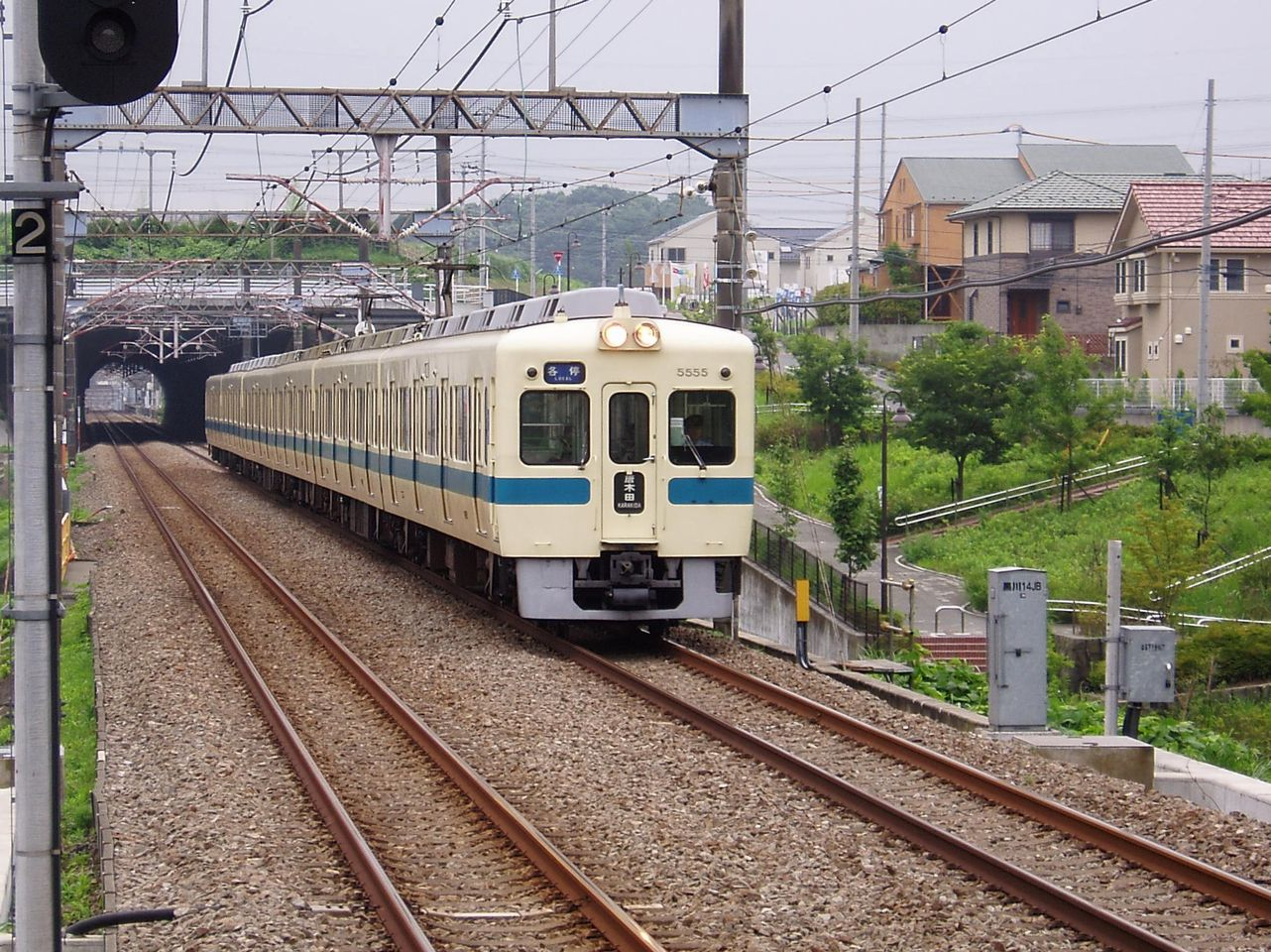
沿線の開発が進んだ2007年の黒川 - はるひ野間を走る5200形。

一方、小田急は多摩線の開発と関連してその沿線に住宅都市を建設する構想をたて、1970年ごろから具体化に動き出していた。ちょうどそのころ多摩ニュータウンではごく一部ながら入居が始まり、周辺には百合ヶ丘、鶴川、平尾などの開発が終わった大規模住宅地があったことから、多摩線の建設と相まって多摩丘陵の開発が促進されるのは必至であった。これをそのまま放置すればスプロール化により、将来近代的な市街地として発展するうえで大きな障害となることが予想された。これを未然に防ぐため、小田急は地元一体となり土地区画整理事業を行い、広範囲にわたりインフラ整備と宅地の利用増進をはかり、理想的な街づくりをしようと計画したのである。
計画区域は新百合ヶ丘駅周辺から、多摩線に沿った黒川駅付近までの東西約6km・南北約1kmが設定された。このエリアを黒川第一、栗木第一、柿生第一、柿生第二、西百合ヶ丘、黒川第二、真光寺、栗木第二の8ブロックに分け、それぞれのブロックで地元地権者と協力して組合を設立し、土地区画整理事業を施工するという形で開発が行われた。この手法は、同じ鉄道会社のものとしては1960年代に始まった東京急行電鉄（現：東急および東急電鉄）の「多摩田園都市」でも用いられたものであるが、小田急としては初めてのことだった。ただし、このうち新百合ヶ丘駅周辺の西百合ヶ丘ブロックは川崎市が、多摩ニュータウンに隣接する黒川第二・真光寺ブロックは日本住宅公団（後のUR都市機構）がそれぞれ施行することになり、これらのブロックで小田急は一組合員としての参加になった。
こうして1971年8月に柿生第二ブロックにおいて組合が設立され、着工したのを皮切りに、他のブロックにおいても次々と組合が設立・着工した。柿生第二ブロックでは、小田急が取得した保留地において「栗平邸宅街」の分譲が1977年に行われ、全139区画が即日完売するという好評さであった。最後まで残った黒川第二・真光寺ブロックにおいてもUR都市機構により「黒川特定土地区画整理事業」が施行され、その街びらきに合わせた2004年12月11日にはるひ野駅が開業した。このような開発の進展とともに沿線人口は増加し、かつてのローカル線のイメージは払拭されつつある。

### 唐木田への延伸

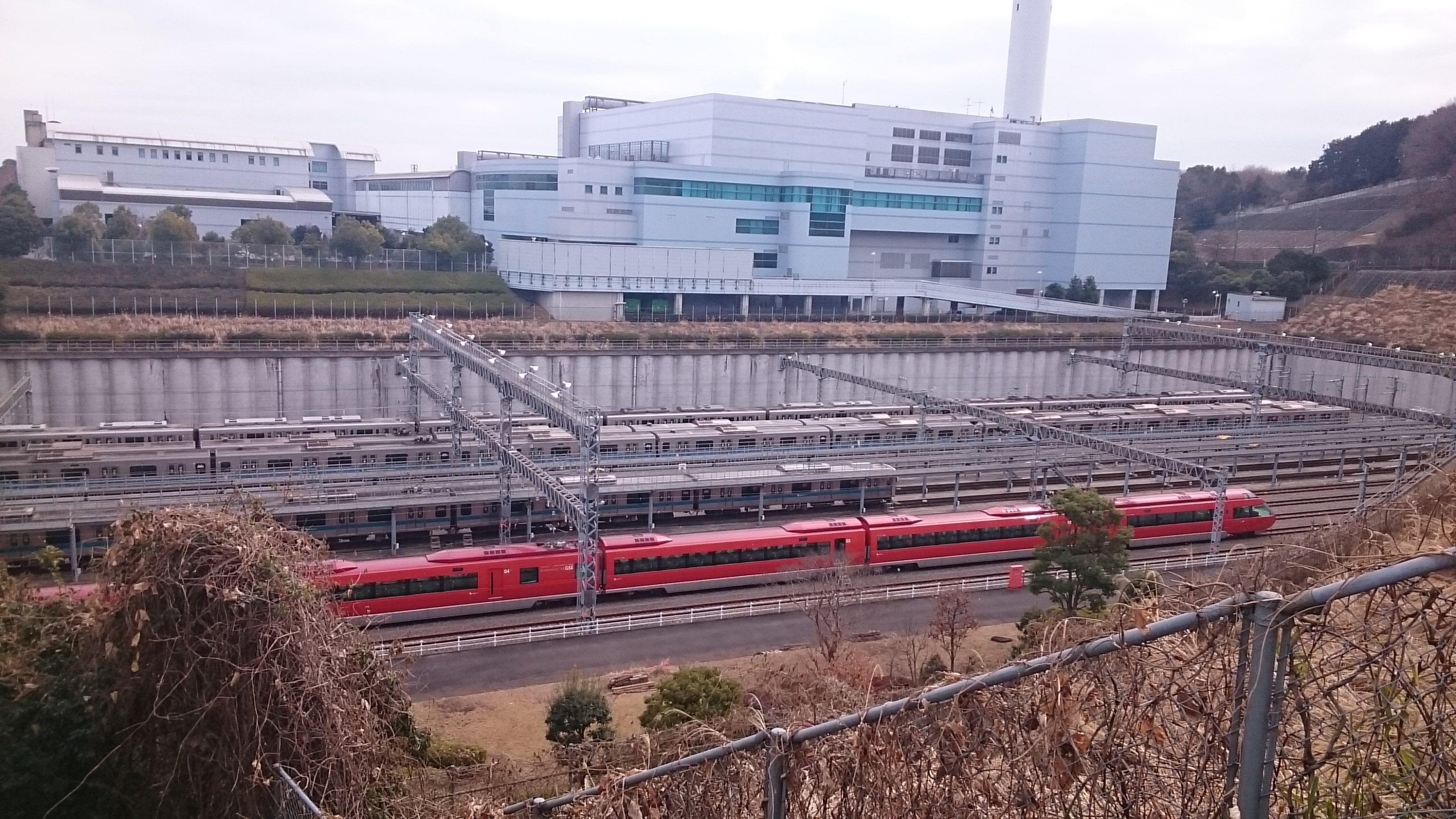
多摩ニュータウン唐木田地区に建設された車両基地

新百合ヶ丘 - 小田急多摩センター間の開通後の多摩ニュータウンでは、関係自治体からの要求やオイルショックが相まって、人口密度を大幅に減らす決定がなされていた。かつての住宅不足の解決を目的とした団地のような画一的な中高層住宅の大量建設ではなく、定住性を重視したゆったりとした住宅の建設が志向されるようになり、実際に1980年代に入ると戸建てのような低層集合住宅「タウンハウス」が次々に建てられていった。こうしたことから当初の計画における輸送量は見込めず、なおかつ京王と競合する多摩センター - 橋本間の延伸には小田急は着手しなかった。そして1987年に城山まで所持していた路線免許の失効をもって、この区間への延伸は正式に断念された。
一方で多摩ニュータウン開発が進展するなか、京王と競合しない唐木田地区へと多摩線は延伸されることになった。これは1969年4月、ニュータウン区域内で出るゴミの処理を行うために唐木田地区での「多摩清掃工場」建設が決まった際、地域住民との覚書の中で示された要望の一つに鉄道延伸と新駅設置が含まれたことから準備が進み、後述する宅地開発と大学誘致の進捗に合わせて工事は1987年12月に着手され、小田急多摩センター - 唐木田間の延伸工事とともに、車両基地の工事が行われた。車両基地の建設に当たっては、建設地がもともと丘陵地であり全体として標高が高いことから、深さ25メートルの掘り下げが行われた。ここで発生した土の量は約76万立方メートルで、10tダンプ約14万台分にも及ぶ。最初に約15メートルを掘り下げ、擁壁として機能させる円柱の杭を車庫となる場所の周囲に329本設置したのち、その内側を更に10メートル掘り下げるという手法で行われた。
こうして、多摩ニュータウン唐木田地区の街びらきに合わせた1990年3月27日に唐木田駅が開業した。開業当初の利用客は、同線開業に先立つ1988年に同駅付近に開学した大妻女子大学多摩キャンパスの学生が多かったが、唐木田地区の入居が進むにつれ徐々に乗降客数は増えた。同時に車両基地の稼働も開始され、小田急線の車両運用上でも重要な役割を果たすようになった。また、車両基地内の配線はさらに南西の町田市西部・相模原市方面への延長が可能なように設定された。

### 都心方面への直通運転の開始
2000年12月2日、営団地下鉄（現：東京地下鉄）千代田線への相互乗り入れを行う急行が新設され、当初の「東京9号線」構想が実現した。その後も小田原線での複々線化などの改良が進むなか、2002年3月23日には千代田線直通の多摩急行が新設、2004年12月11日にははるひ野駅開業と同時に新宿方面とを結ぶ区間準急が設定された。先述した運賃についても加算運賃の廃止や旅客運賃の値下げから大人初乗り運賃が京王より安い120円となった。このように相模原線に対する多摩線の競争力が増すことで、多摩線の劣勢が鮮明だった多摩センター駅においても、多摩線の乗降客数が相模原線のそれの半数程度まで追い上げる結果となっている。

### 東日本大震災の影響
2011年3月11日に発生した東日本大震災による福島第一原子力発電所などの停止にともない実施された輪番停電（計画停電）では、小田急電鉄のほか多くの鉄道路線でも運休などの対応が取られたが、多摩線では小田原線と比べ利用者が少ないことなどから、初日の3月14日は終日運休（小田原線の新宿-経堂以外も終日運休）。2日目の3月15日は11:30 - 22:30の間運休（他路線は19:30には運転開始）となった。他の運休路線と異なり都心通勤通学圏内である多摩線の利用客を軽視したと取られる対応に対して多くの質問（クレーム）がよせられたようで、3日目の3月16日からは多摩線を終日運行（他路線は3月18日まで運休あり）とし、同日に小田急電鉄のホームページに、他の運休区間などもあわせ理解を求める文章を掲載した。

### 千代田線直通から新宿方面直通への転換
2016年3月26日には新宿方面とを結ぶ区間準急を廃止するとともに千代田線直通の急行が増発され、多摩線と千代田線との結びつきはより強いものとなっていたが、小田原線の複々線化完成に伴う2018年3月のダイヤ改正で一変する。この改正で、朝の通勤時間帯において小田急多摩センター - 新宿間を最短33分、ラッシュピーク時でも40分で結ぶ通勤急行の新設や、帰宅時間帯における新宿発の快速急行の新設、新百合ヶ丘駅における小田原線優等列車との接続強化 など、多摩線の大幅な利便性向上を打ち出したものとされたが、その一方で千代田線直通については急行および多摩急行は廃止され（日中の急行は新宿方面に変更）、他の千代田線直通列車も平日朝の下り各駅停車1本のみを残して全廃となり、多摩線の優等列車は千代田線直通から新宿方面直通に転換されることとなった。ただし、2020年3月のダイヤ改正から2022年3月まで、平日朝の直通列車に代わって、常磐緩行線発の唐木田行き急行が土休日朝1本のみ設定されていた。2022年3月のダイヤ変更により、千代田線直通列車は完全に消滅したことから新百合ヶ丘発着列車を除き、全ての列車が新宿方面直通列車となった。

### 千代田線直通の復活と種別の変化
2025年3月15日のダイヤ改正で千代田線直通列車が再設定され、7年ぶりに本格的な直通運転が再開し、東京メトロ16000系、JR東日本E233系2000番台の営業列車での乗り入れが復活した。また、同改正で五月台・黒川・はるひ野が急行停車駅に追加され、急行が多摩線内の各駅に停車するようになり、日中時間帯の全ての列車が急行として運転されるようになった。そのため、日中では、20分間隔の新宿発着の急行と20分間隔の我孫子発着の急行が合わせて10分間隔で運転されることとなった。土休日の19時台に1本のみ北綾瀬行きが設定されたが、2018年の直通廃止前は北綾瀬駅が10両に対応していなかったため、多摩線からの北綾瀬行きは初めての設定となった。なお、間合い運用として、東京メトロ16000系、JR東日本E233系2000番台を使用した線内完結の各駅停車も数本設定された。

### 年表
- 1967年（昭和42年）12月：新百合ヶ丘 - 小田急多摩センター間の地方鉄道敷設免許を取得[2]。
- 1970年（昭和45年）6月：自社工事として、多摩線の建設工事に着手[2]。
- 1972年（昭和47年）：日本鉄道建設公団の民鉄線方式の建設路線となる[2]。
- 1974年（昭和49年）6月1日：小田急電鉄多摩線として新百合ヶ丘 - 小田急永山間開業[17]。各駅停車のみの運行。当時小田原線・江ノ島線では対キロ制運賃が採用されていたが、多摩線においては独自の対キロ区間制運賃が採用された[18]。
  - 開業記念列車として、当時新鋭の9000形の9701x6が使用された。翌2日から線内運行列車は2100形の使用となった。その後、さらに線内運行列車は2連運転が可能だった1900形や2200形に置き換えた。
- 1975年（昭和50年）4月23日：小田急永山 - 小田急多摩センター間開業[19]。
- 1979年（昭和54年）
  - 1月8日 運賃改定。1975年12月13日に対キロ区間制運賃に移行していた小田原線・江ノ島線と合わせ、小田急全線について同一の対キロ区間制運賃を適用した上で多摩線に加算運賃を設定する形態に移行[18]。
  - 3月26日：ダイヤ改正が実施され、全列車が4両編成での運転となる。
- 1986年（昭和61年）8月：小田急多摩センター - 唐木田間の地方鉄道敷設免許を申請[2]。
- 1987年（昭和62年）3月：前述区間の敷設免許を取得、同年12月から建設工事に着手[2]。
- 1990年（平成2年）3月27日：小田急多摩センター - 唐木田間開業[20]。唐木田駅の南西側で「経堂検車区唐木田出張所」が運用開始。
- 1991年（平成3年）10月11日：台風の影響により黒川 - 小田急永山間にて土砂崩れが発生。10月13日まで不通となる。この事故で2600形初代2671x6のクハ2871、サハ2771が廃車となった。
- 1994年（平成6年）3月27日：唐木田の車両基地が「喜多見検車区唐木田出張所」に改称。
- 1998年（平成10年）9月16日：台風の影響により黒川 - 小田急永山間にて土砂崩れが発生。
- 2000年（平成12年）12月2日：夕方のラッシュ時限定で新宿駅発の特急ロマンスカー「ホームウェイ」の運行開始（多摩線で特急ロマンスカーが毎日運行となる）。また同時に小田原線を経由して営団地下鉄（現：東京地下鉄）千代田線に乗り入れる急行の運行開始。停車駅は特急・急行共に新百合ヶ丘駅・小田急永山駅・小田急多摩センター駅・唐木田駅。
- 2002年（平成14年）3月23日：小田原線を経由して営団地下鉄（現：東京地下鉄）千代田線に乗り入れる多摩急行の運行開始[13][21]。停車駅は新百合ヶ丘駅・栗平駅・小田急永山駅・小田急多摩センター駅・唐木田駅。
- 2003年（平成15年）3月29日：栗平駅が急行停車駅に加えられる。これにより、多摩線内の急行と多摩急行の停車駅が同じとなる。
- 2004年（平成16年）
  - 10月：五月台・栗平・黒川・小田急永山・小田急多摩センター駅の各駅にて、リニューアル工事が2006年（平成18年）3月にかけて実施される[22]。
  - 12月11日：黒川駅 - 小田急永山駅間にはるひ野駅が開業。また同時に新宿発着の区間準急の運行開始[23]。
- 2005年（平成17年）3月20日：運賃改定に伴い多摩線加算運賃を同日利用分から廃止（定期運賃の加算運賃は4月1日以降利用分から廃止）。
- 2006年（平成18年）1月31日：五月台・栗平・黒川・小田急永山・小田急多摩センターの各駅のホームの屋根に太陽光発電装置が設置され、「省電力」化が開始される。
- 2008年（平成20年）3月15日：平日夕方のラッシュ時限定で千代田線北千住発の特急ロマンスカー「メトロホームウェイ」の運行開始。
- 2011年（平成23年）
  - 3月13日：同月11日に発生した東日本大震災による発電所の停止に伴う電力供給逼迫のため、東京電力が輪番停電（計画停電）を実施。これに伴い、この日から地下鉄千代田線との相互直通運転が休止され、特急ロマンスカーの運転が休止される。
  - 4月1日：地下鉄千代田線との相互直通運転が朝夕ラッシュ時のみ再開される。
  - 4月16日：特急ロマンスカーが運転を再開する。
  - 7月2日：土休日の地下鉄千代田線との相互直通運転が再開される。
  - 9月12日：通常ダイヤでの運転が再開される。
- 2014年（平成26年）
  - 3月15日：ダイヤ改正により準急と10両編成の各駅停車、8両編成の急行が設定される[24][25][注釈 10]。
  - 5月26日：唐木田駅以西の延伸計画覚書が町田市・相模原市との間で締結。2027年までにJR横浜線相模原駅を経由しJR相模線上溝駅まで至る路線の敷設および営業開始を目指す[26]。
- 2016年（平成28年）3月26日：ダイヤ改正。日中の千代田線・常磐線直通列車が多摩急行から急行に変更されるとともに、毎時2本→3本に増強された[27]。同時に、東日本旅客鉄道（JR東日本）のE233系2000番台が当線に乗り入れ、逆に小田急の4000形が常磐線に乗り入れる。また、土休日早朝に1本だけ多摩線では、史上初となる新宿行きの急行が新設された一方、新宿発着の区間準急、唐木田行きの特急ロマンスカー「ホームウェイ」・「メトロホームウェイ」は廃止となった。なお、平日の「ホームウェイ」・「メトロホームウェイ」は新百合ヶ丘駅3番線で着発し、多摩線の列車と同一ホーム上で乗り換えができるよう配慮はされている。
- 2018年（平成30年）3月17日：ダイヤ改正[28][29]。快速急行・通勤急行が新設、多摩急行・準急が廃止され、優等列車がすべて千代田線直通から新宿方面直通へと変更。通勤急行は唐木田始発のほか、小田急多摩センター始発が設定される。
- 2020年（令和2年）3月14日：ダイヤ改正[30]。新百合ヶ丘駅で種別変更し、新百合ヶ丘駅 - 唐木田駅間を各駅停車として運転する急行が設定された。
- 2022年（令和4年）3月12日：ダイヤ変更により、新百合ヶ丘発着列車を除き、全て千代田線直通列車から新宿方面直通列車へと変更。
- 2025年（令和7年）3月15日：ダイヤ改正により、千代田線直通列車の設定が復活[16]。

## 列車種別
2018年3月17日のダイヤ改正時点で、快速急行・通勤急行・急行・各駅停車の4種類の列車種別が存在する。途中駅に待避・折り返しの設備がないため、線内で先行列車を追い越す列車、途中駅で折り返す列車は設定されていない。2018年3月17日より快速急行・通勤急行及び小田急多摩センター始発列車が設定されている。それぞれの種別色（カラーコード）は、「小田急小田原線」を参照（特急ロマンスカーと一部の列車種別を除く）。

### 快速急行
2025年3月15日現在、平日朝下り4本、平日夜下り1本、休日朝上り2本のみ設定されている。新宿駅 - 唐木田駅間の途中停車駅は、代々木上原駅・下北沢駅・登戸駅・新百合ヶ丘駅・栗平駅・小田急永山駅・小田急多摩センター駅。列車番号は3700番台である。
2018年3月17日のダイヤ改正で新宿駅発着として平日朝夕下り、土休日朝下り・上りと夜下りに設定されたが、2022年3月12日のダイヤ変更で6本を除いて急行に置き換えられた。
2025年3月15日のダイヤ改正で登戸駅始発の快速急行唐木田行きが設定された。

### 通勤急行
2018年3月17日のダイヤ改正から新設された（運転開始は3月19日）。朝方上り方面のみの運行。唐木田駅 - 新宿駅間の途中停車駅は、小田急多摩センター駅・小田急永山駅・栗平駅・新百合ヶ丘駅・向ヶ丘遊園駅・成城学園前駅・下北沢駅・代々木上原駅。快速急行の停車駅のうち登戸駅を通過し、快速急行通過駅である向ヶ丘遊園駅と成城学園前駅に停まる千鳥停車を採用している。6本が小田急多摩センター始発、3本が唐木田始発である。列車番号は唐木田発および小田原線内の全列車が3800番台、小田急多摩センター発の多摩線内は3900番台である。

### 急行
2000年12月2日のダイヤ改正から多摩線での定期運行が始まった。新宿駅 - 唐木田駅間の運転が中心となっている。
2025年3月14日までは、日中は上下ともに新百合ヶ丘駅で各駅停車に種別変更を行い新百合ヶ丘駅 - 唐木田駅間を各駅停車で運転していた。2022年3月11日までは、平日朝上り・夜間下りと土休日日中上りのみ、種別変更を行う列車が設定されていた。
新宿駅 - 唐木田駅間の途中停車駅は、代々木上原駅・下北沢駅・経堂駅・成城学園前駅・登戸駅・向ヶ丘遊園駅・新百合ヶ丘駅 - 小田急多摩センター駅間の各駅。基本的に10両編成で運行されるが、線内完結列車では6両編成での運行もあった。
2000年12月2日の運行開始時は、朝に千代田線直通の綾瀬駅行き1本が設定されるのみだったが、その後千代田線直通列車が多摩線発着を主体としたことで順次増発された。2016年3月26日のダイヤ改正で日中時間帯の多摩急行を置き換える形で大幅に増発されたほか、土休日に新宿行きの列車も設定された。
2018年3月17日のダイヤ改正で運行形態が変更され、千代田線・常磐線直通列車が廃止された。2020年3月14日のダイヤ改正で、土休日に下り1本のみながら常磐線・千代田線から直通する列車が再設定されたが、2022年3月12日のダイヤ変更で廃止された。
2020年3月14日のダイヤ改正で、平日夜間及び土休日日中に、新百合ヶ丘で種別変更を行い多摩線内では各駅停車で運行する列車が設定された。
2022年3月12日のダイヤ変更で、日中の全列車が新百合ヶ丘で種別変更を行い、多摩線内では各駅停車で運行されるようになった。
2025年3月15日のダイヤ改正より、五月台駅・黒川駅・はるひ野駅が急行停車駅となり、多摩線内では各駅に停車するようになった。これによって、新百合ヶ丘での種別変更が廃止された。また、併せて日中は常磐線・千代田線 - 小田原線向ヶ丘遊園駅間の急行を延長し、多摩線内折り返しの各駅停車と統合する形で、千代田線方面 - 唐木田駅間の急行が毎時3本運行されるようになった。現行の新宿駅発着の列車と合わせて代々木上原駅 - 唐木田駅間で急行が毎時3本から毎時6本へと増発され、3年ぶり（平日は5年ぶり、日中に至っては7年ぶり）に千代田線・常磐線直通列車が復活した。また、日中の多摩線の列車はすべてが急行になり、各駅停車の運転がなくなった。
列車番号は新宿発着の列車が2700番台、それ以外の列車が2900番台であったが、2900番台の列車は2025年3月15日のダイヤ改正で消滅した。2025年3月15日のダイヤ改正で、東京メトロ千代田線直通列車が復活し、列車番号は2000番台が割り当てられている。

### 各駅停車
線内折り返しの列車が基本だが、2025年3月15日現在、新宿駅 - 唐木田駅間通して各駅停車で運転される列車が下りは深夜帯に平日5本・土休日4本、上りは毎日早朝に3本と土休日の11時台に1本それぞれ設定されている。6 - 10両編成で運転される。
2018年3月17日のダイヤ改正でラッシュ時間帯および日中の各駅停車の本数が減少した。
2020年3月14日のダイヤ改正で、平日夜間及び土休日日中の一部列車が、小田原線内は急行となる新宿駅発着の列車に置き換えられたため、当該時間帯の本数が減少した。
2022年3月12日のダイヤ変更で、平日日中の一部列車が、小田原線内は急行となる新宿駅発着の列車に置き換えられたため、当該時間帯の本数が減少した。
2025年3月15日のダイヤ改正で、日中の線内折り返し列車は現行の常磐線・千代田線 - 小田原線向ヶ丘遊園駅間の急行と統合する形で、千代田線・常磐線直通急行に置き換わった。また同時に急行が多摩線内各駅に停車するように変更されたため、日中は各駅停車の設定が消滅した。
列車番号は多摩線完結列車が7600番台、小田原線直通列車が7900番台となる。

### 運行本数
日中の1時間ごとの運行本数をまとめると、以下のとおりになる（2025年3月15日ダイヤ改正時点）。
| 種別＼駅名 | 種別＼駅名 | 新宿    | …       | 代々木上原 | 代々木上原 | …   | 新百合ヶ丘 | …   | 唐木田 | 備考                                 |
| ---------- | ---------- | ------- | ------- | ---------- | ---------- | --- | ---------- | --- | ------ | ------------------------------------ |
| 運行本数   | 急行       | 3本     | 3本     | 3本        | 3本        | 3本 | 3本        | 3本 | 3本    |                                      |
| 運行本数   | 急行       | 我孫子← | 我孫子← | 我孫子←    | 3本        | 3本 | 3本        | 3本 | 3本    | 東京メトロ千代田線・JR常磐緩行線直通 |

### 過去の列車種別

#### 特急ロマンスカー
2000年12月2日のダイヤ改正より、多摩線内で新宿発の下り「ホームウェイ」の運行を開始した。当初は1日1本のみであったが、2002年3月23日のダイヤ改正で1日2本となり、2003年3月29日のダイヤ改正から平日3本と土休日2本が設定された。さらに2008年3月15日からは平日のみ東京メトロ千代田線北千住駅始発の「メトロホームウェイ」が1本運転され、新宿発を置き換えた（3本→2本）。
その後、2012年3月17日のダイヤ改正で、多摩線方面のホームウェイ・メトロホームウェイは平日のみの運行となり、さらに2016年3月26日のダイヤ改正で、多摩線内を運行する列車はすべて廃止された。
なお、唐木田発の上り列車が定期運行されたことは無い。また、線内では登場時点での急行と同じ停車駅であったが、2003年に急行が栗平駅に停車するようになっても登場当時のまま停車駅が変わらなかったため、定期列車で栗平駅を通過した最後の種別である。

#### 区間準急
2004年12月11日のダイヤ改正より従来の各駅停車の一部を置き換えて登場した種別で、多摩線内では全ての駅に停車し新宿駅まで運行された。平日は上り14本・下り13本、土曜・休日は上り17本・下り18本が運転されていた。8両編成での運転が基本であったが、下り3本・上り1本は6両編成で運転された。2016年3月26日のダイヤ改正をもって廃止された。

#### 準急
2014年3月15日ダイヤ改正より、平日朝下り1本の新宿発の準急が設定され、多摩線内では全ての駅に停車した。2018年3月17日ダイヤ改正で多摩線での運転は廃止された。

#### 多摩急行
2002年3月23日のダイヤ改正より運行を開始した種別である。唐木田駅から小田原線を経由して、東京メトロ千代田線に直通し、千代田線綾瀬駅発着とJR東日本常磐線松戸駅・柏駅・我孫子駅・取手駅発着の列車があった。多摩線内の停車駅は急行と同一であったが、小田原線内の通過駅は異なり、向ヶ丘遊園駅を通過し、経堂駅に停車していた。
2016年3月26日のダイヤ改正で、向ヶ丘遊園駅停車のために急行の運転に変更された影響で日中時間帯の設定が無くなり、これ以外の時間帯に限られた。このため大幅に本数が減り、平日は下り17本・上り12本、土休日は下り12本・上り10本となった。
2016年3月26日のダイヤ改正までは日中は唯一の速達列車であり、平日は上り26本・下り32本、土曜・休日は上り24本・下り26本が運転されていた。平日の朝ラッシュ時の上りは運転せず、急行を運転していた。
2018年3月17日のダイヤ改正で廃止された。

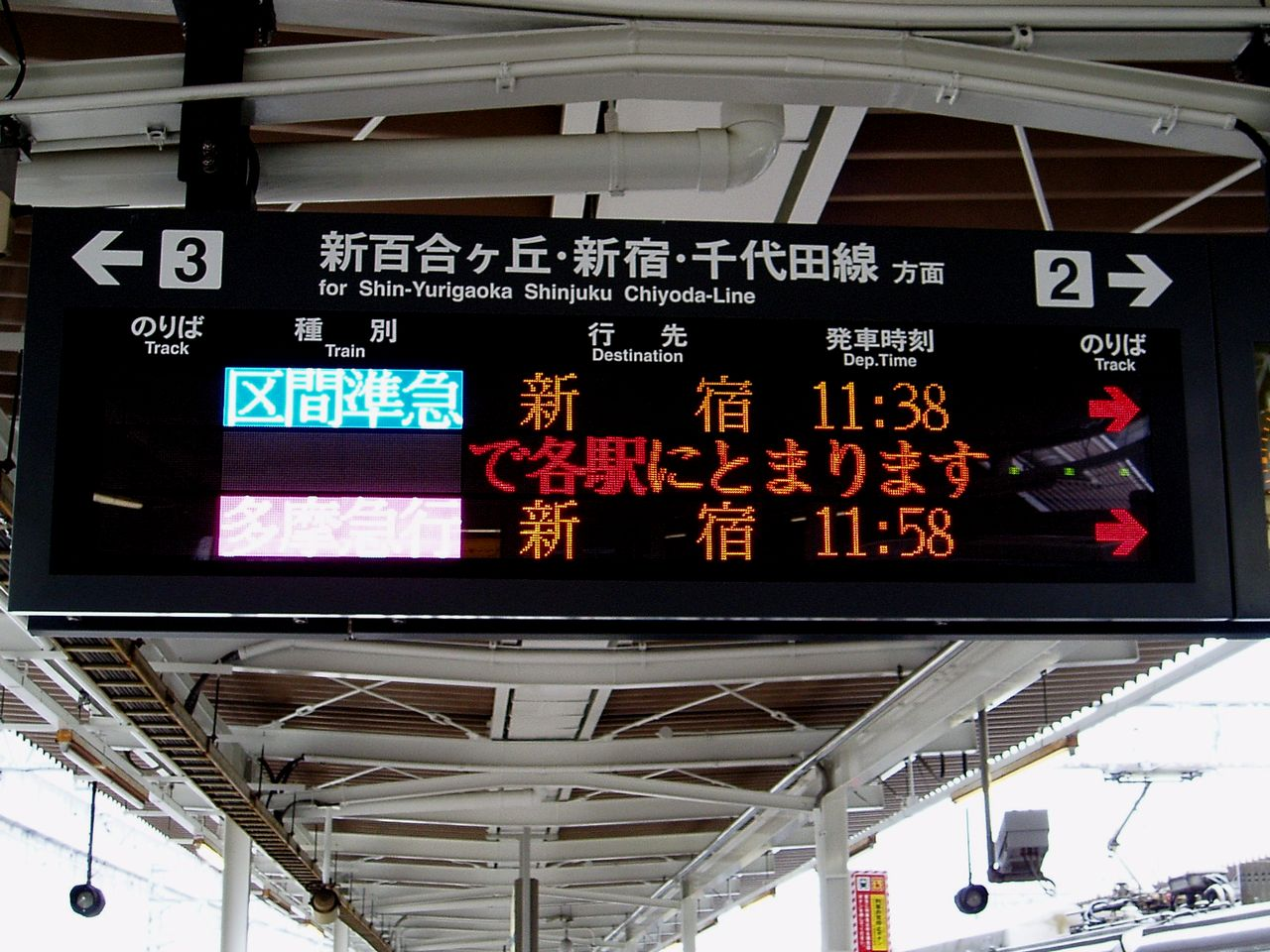
ダイヤが乱れた際、多摩急行は新宿駅行きとなる場合があった。

### 臨時列車

#### 特急ロマンスカー
江の島・鎌倉エクスプレス
- 1990年4月 - 5月、唐木田駅 - 片瀬江ノ島駅間で運行。

湘南マリンエクスプレス
- 1990年7月 - 8月、唐木田駅 - 片瀬江ノ島駅間で運行。

湘南マリン
- 2008年7月 - 8月、唐木田駅 - 片瀬江ノ島駅間で運行。車両は60000形MSE（7月25日のみ20000形RSE）使用。

多摩大山もみじ号
- 2014年11月29日 - 11月30日、唐木田駅 - 小田原駅間で運行。車両は60000形MSEを使用。

#### 千代田線直通臨時列車
初詣&初日の出号
- 毎年12月31日、唐木田駅→千代田線綾瀬駅間で運行される。停車駅は、多摩急行と同じ。

ドラゴン号
- 2002年 - 2004年の東京湾大華火祭の開催に合わせ、唐木田駅→東京メトロ有楽町線新木場駅間で運行された。

## 車両

### 自社車両

#### 通勤型
- 地下鉄非直通列車
  - 8000形
  - 1000形
  - 2000形
  - 3000形
  - 5000形
- 地下鉄直通列車
  - 4000形 - 2007年運転開始。地下鉄非直通列車でも運用される。

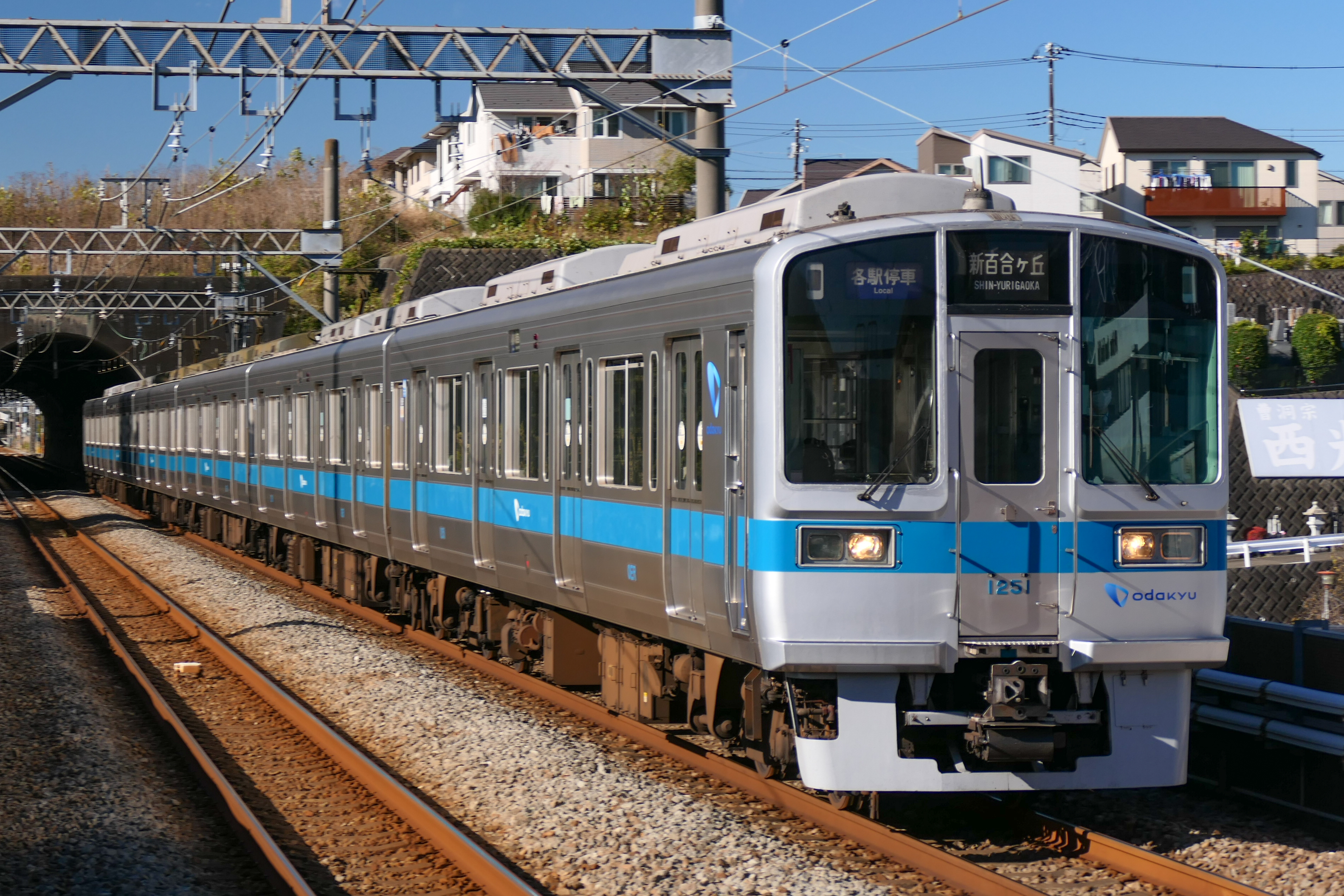
1000形
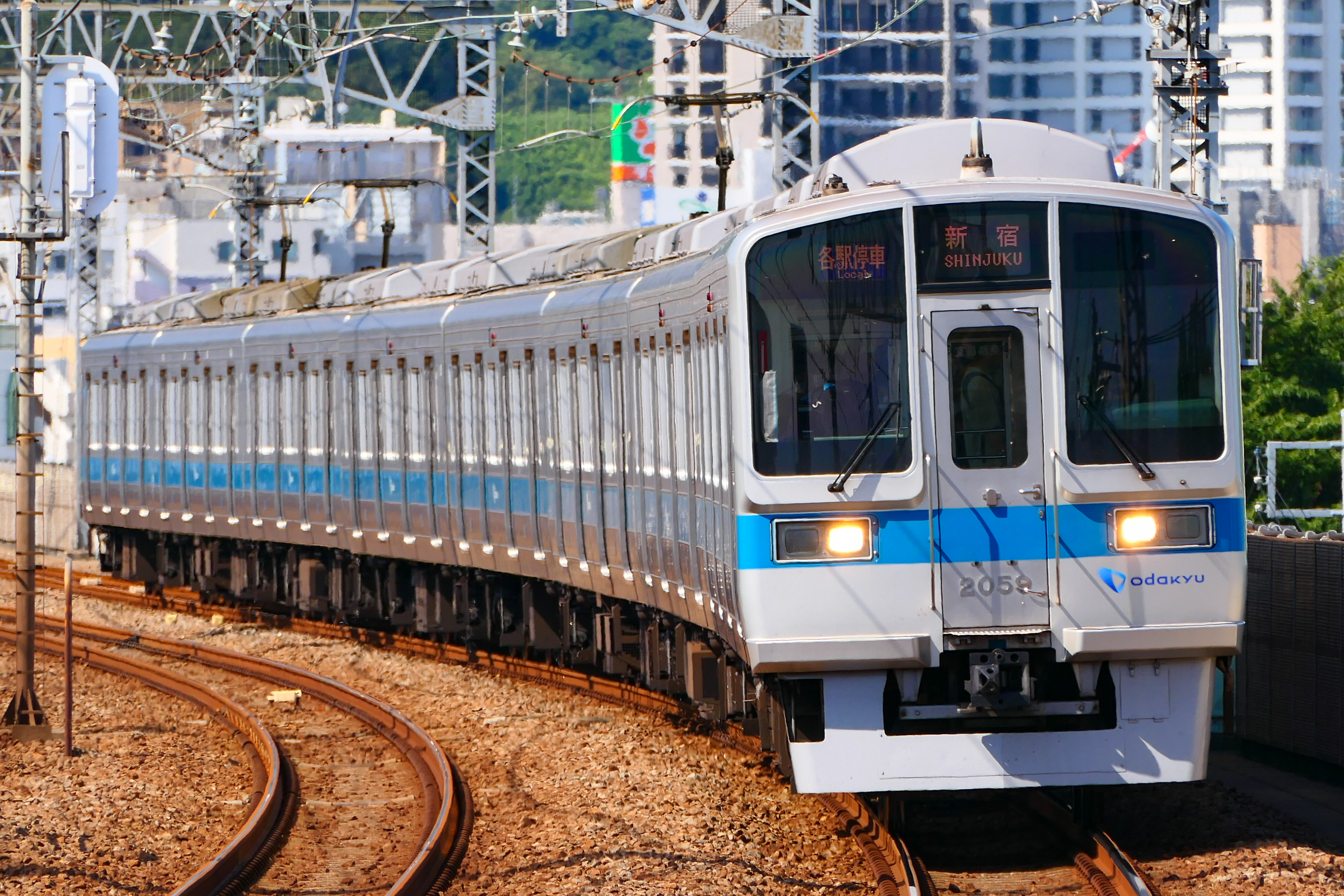
2000形
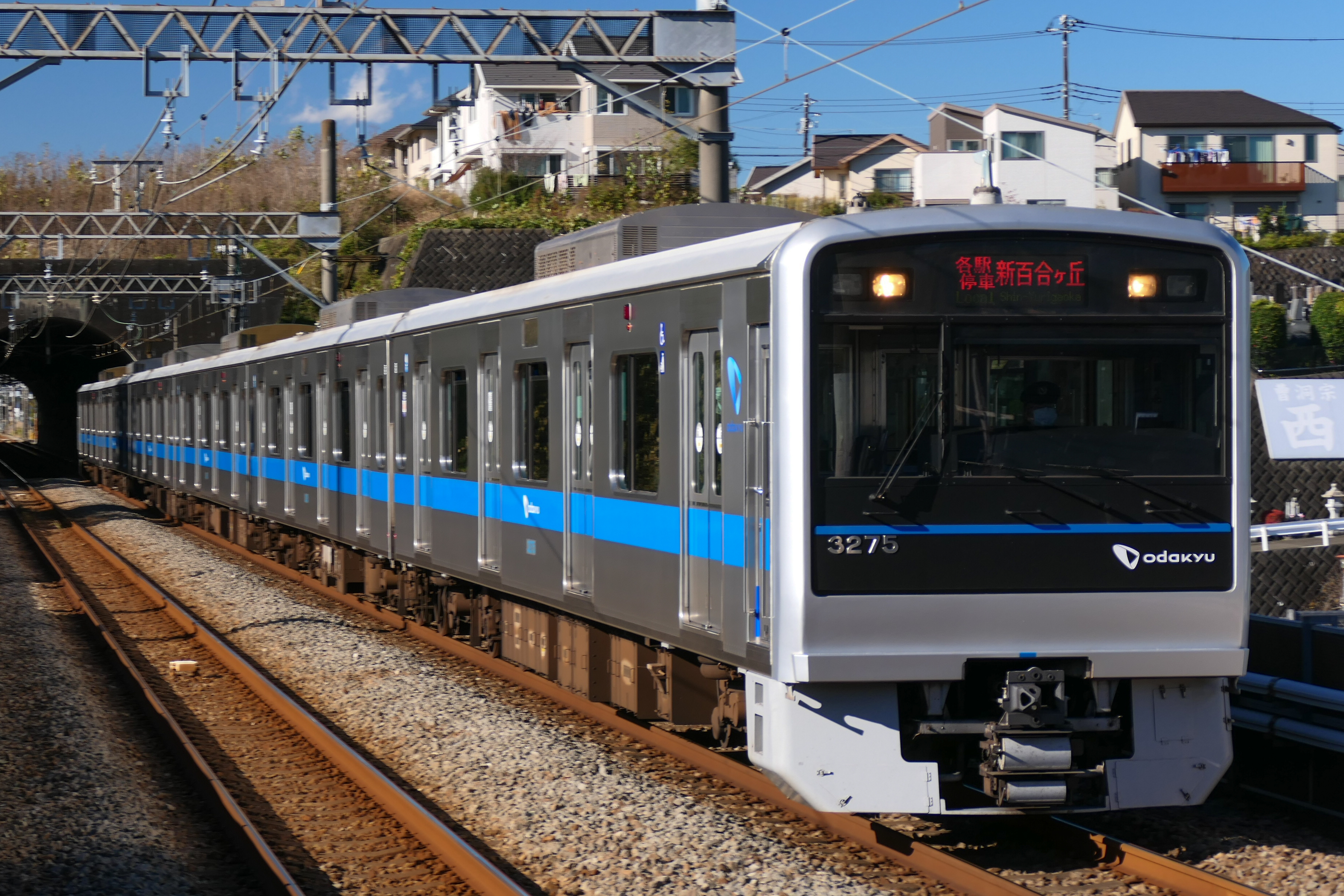
3000形
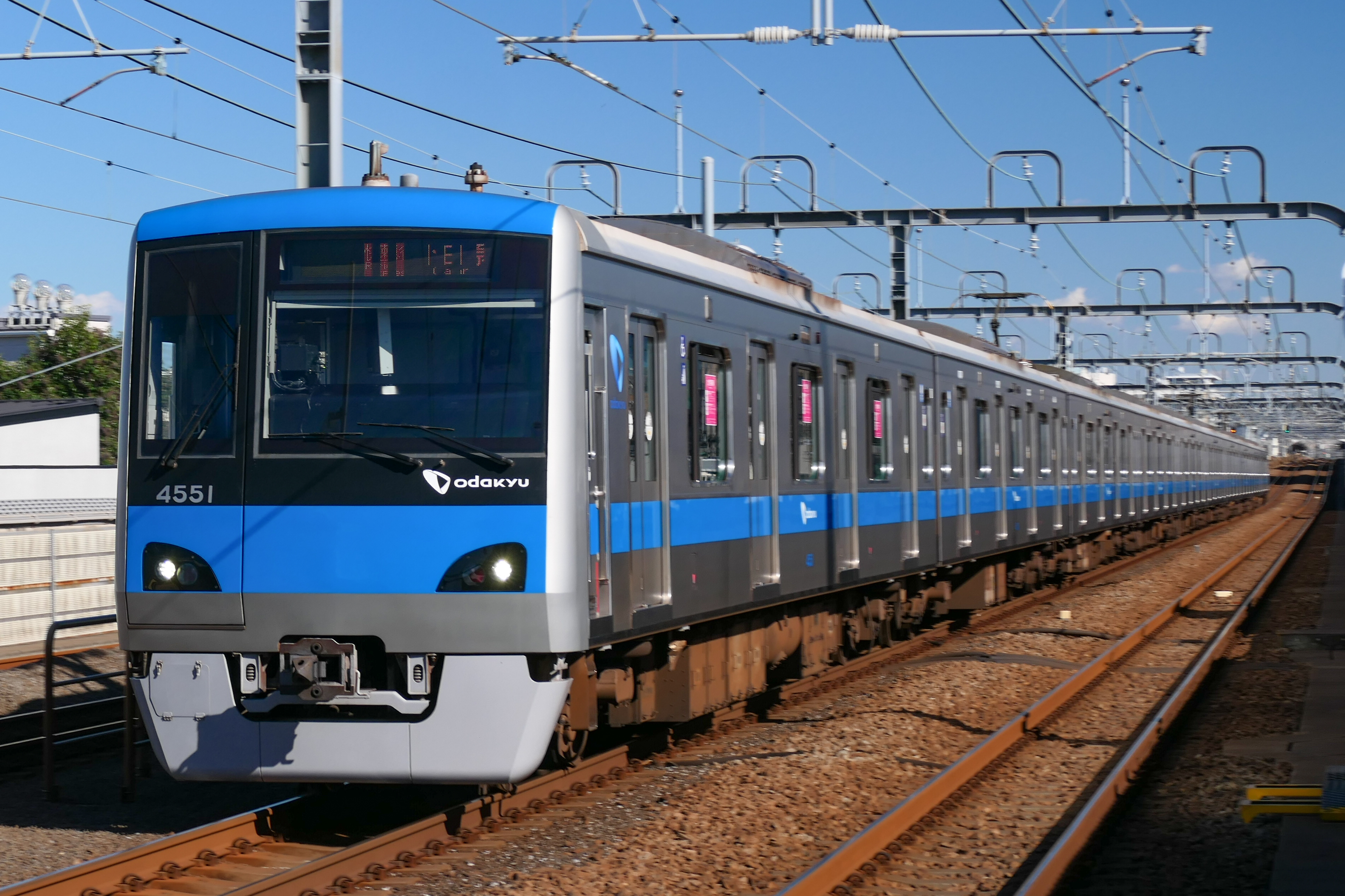
4000形
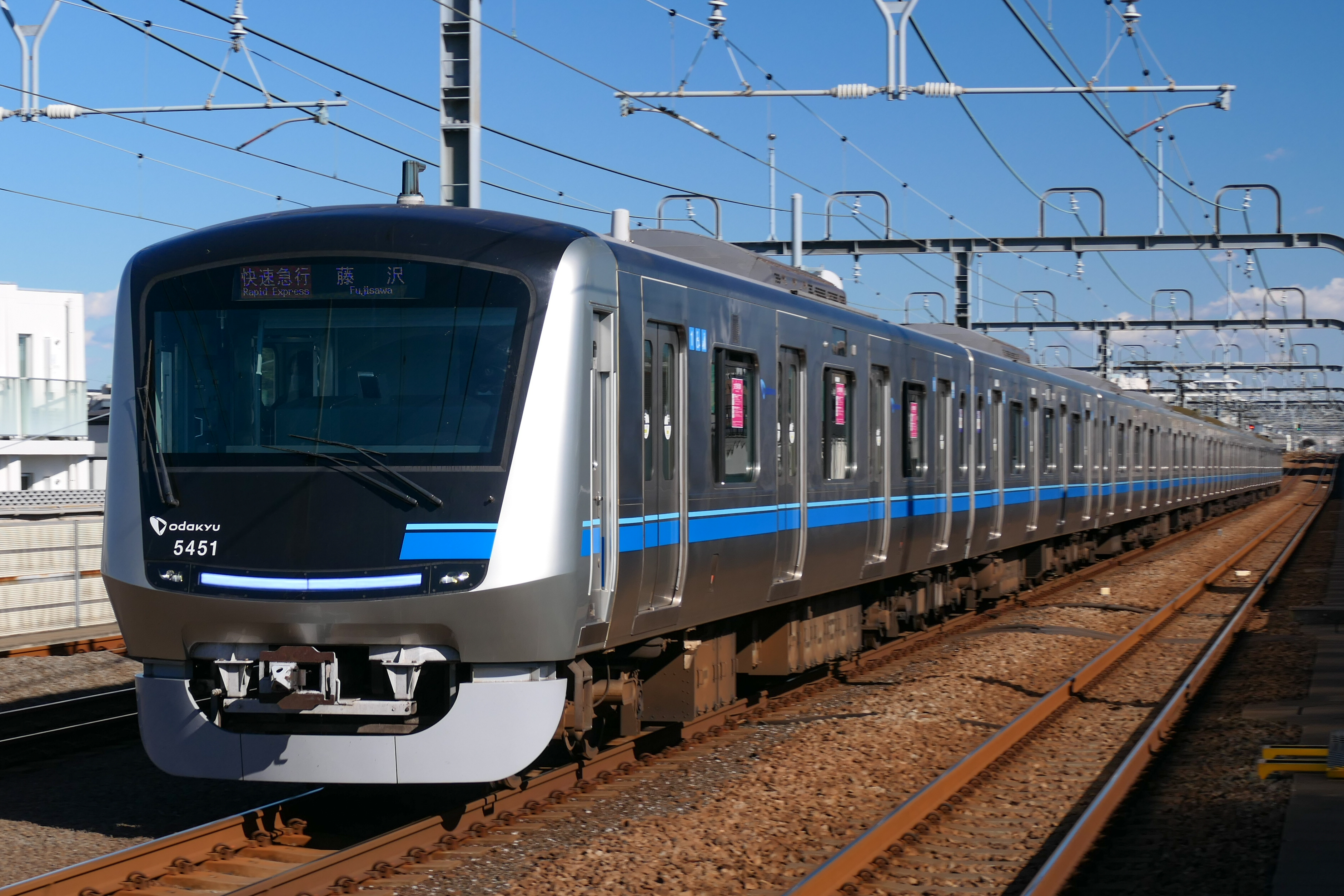
5000形
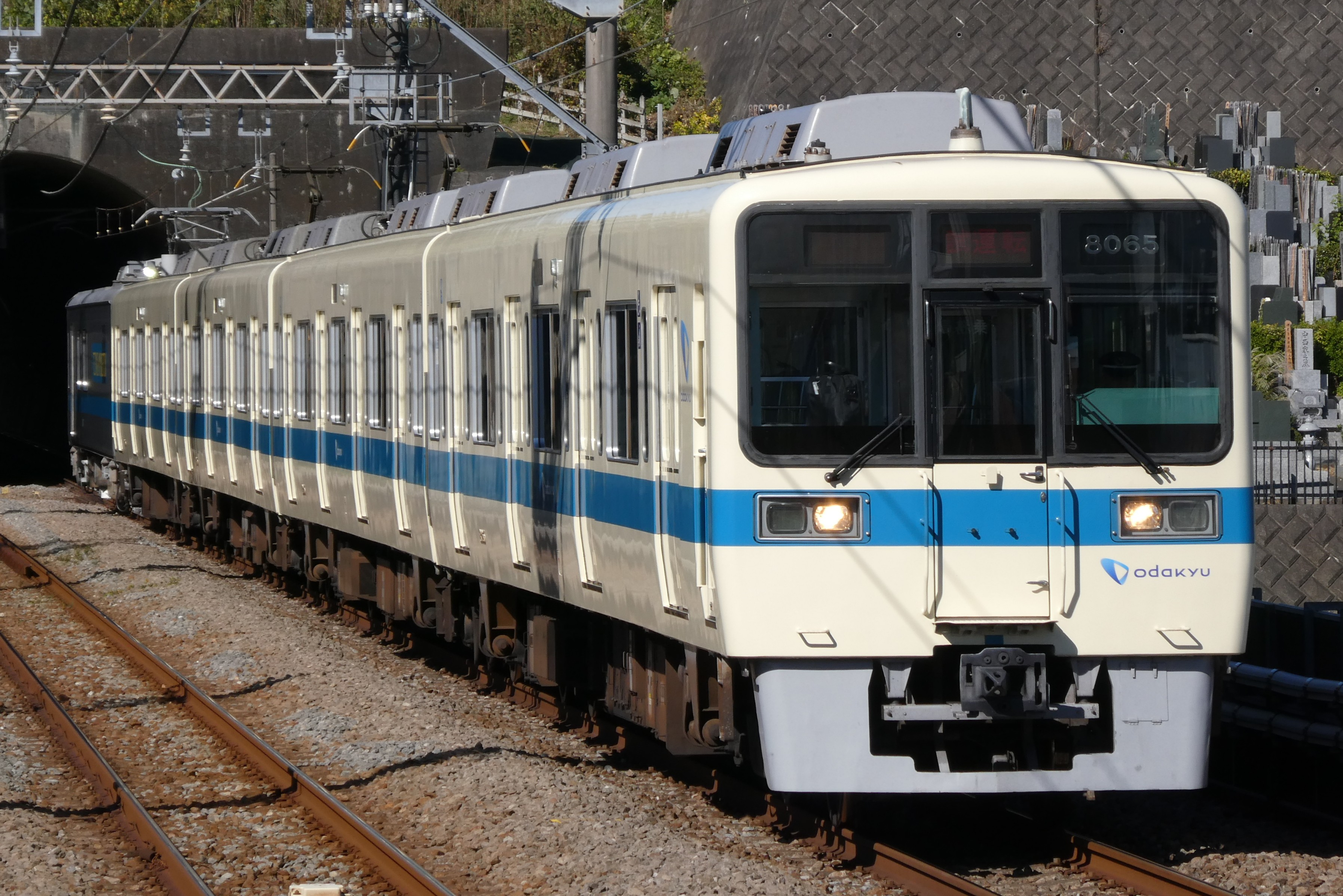
8000形

### 乗り入れ車両

#### 東京地下鉄
- 16000系：2010年 - 2018年、2025年 -

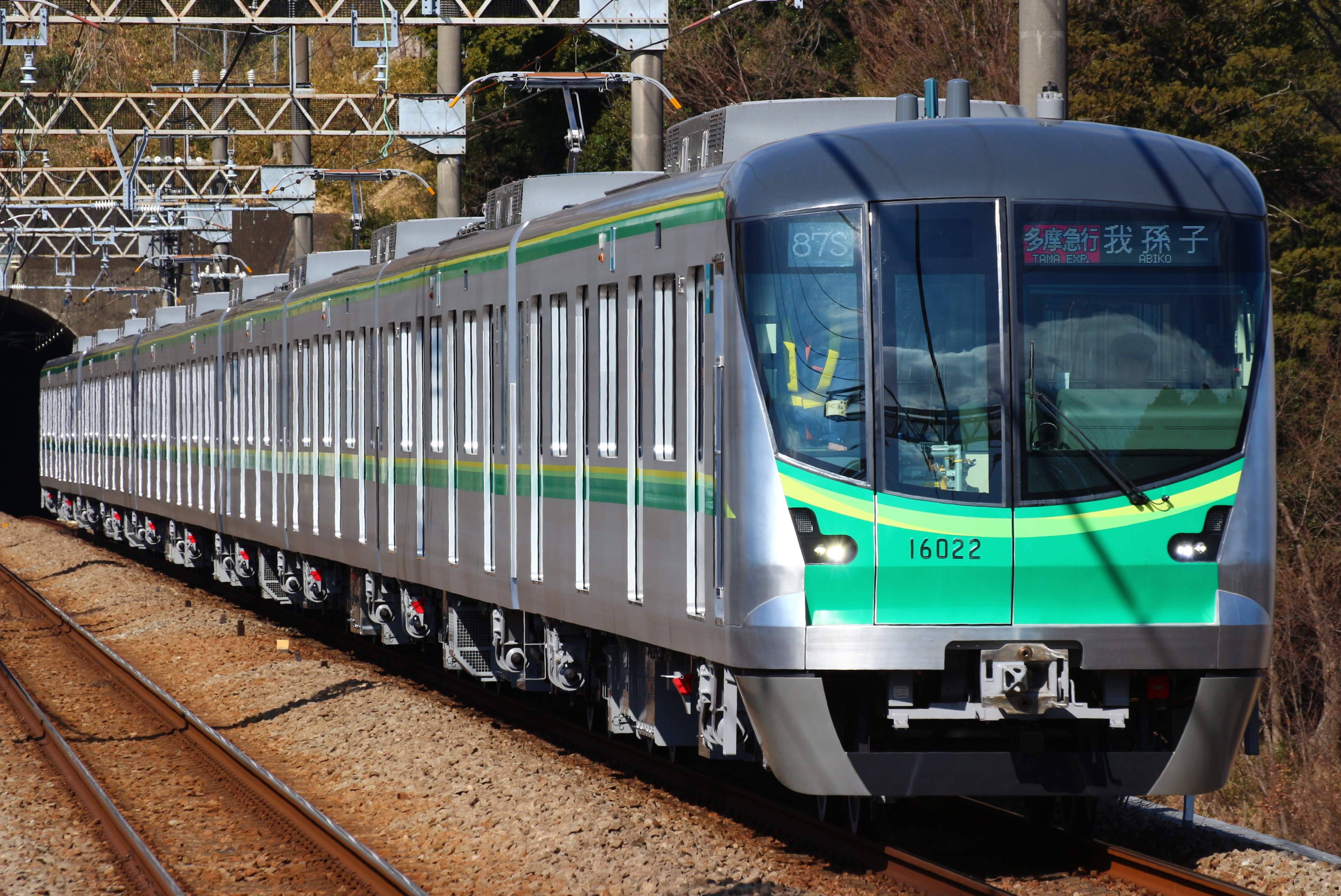
16000系

#### 東日本旅客鉄道
- E233系2000番台：2016年 - 2018年、2025年 -

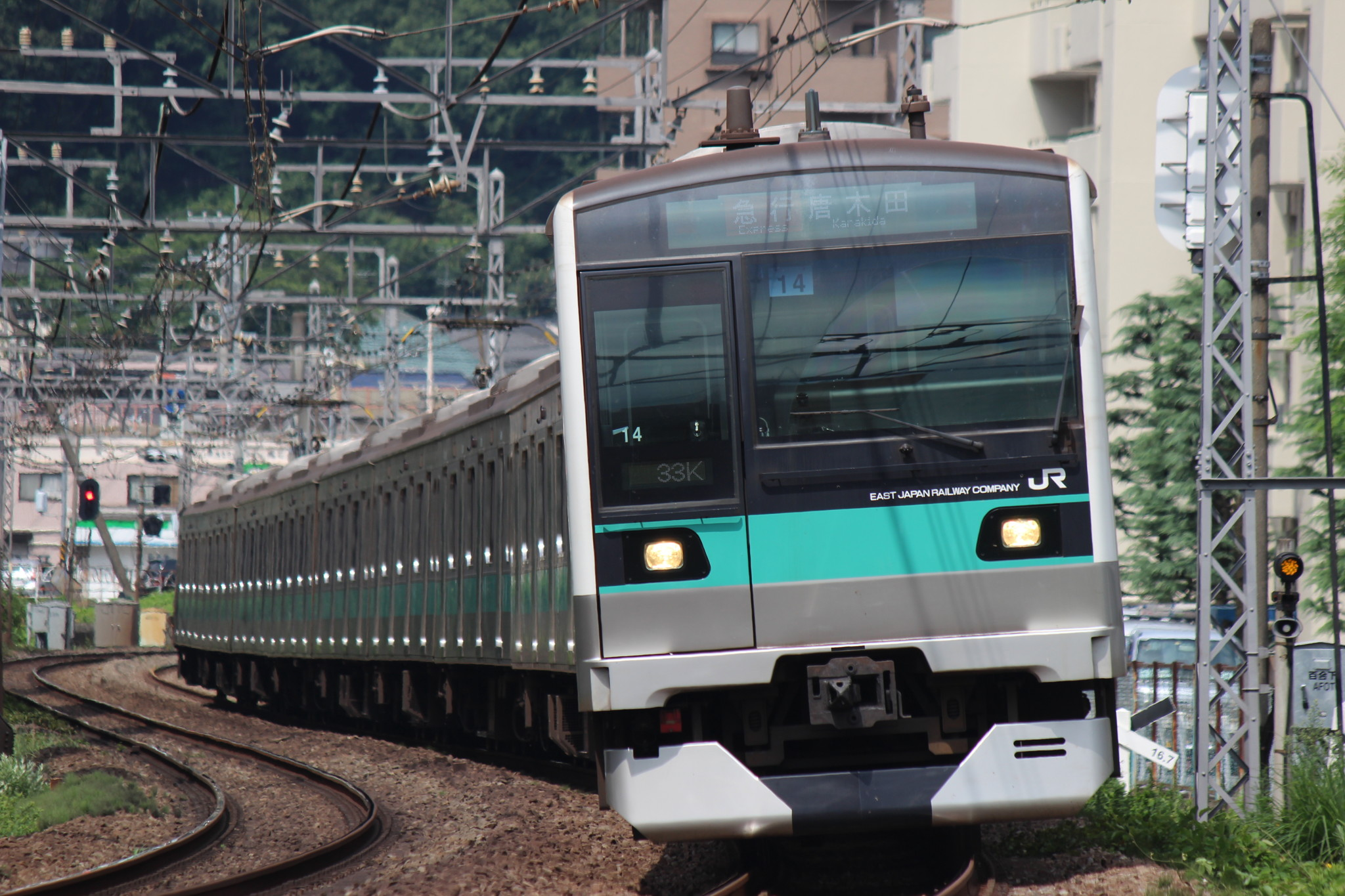
E233系2000番台

### 過去の自社車両

#### 特急型
- 30000形「EXE」・「EXEα」
- 50000形「VSE」
- 60000形「MSE」
- 70000形「GSE」

定期的な乗り入れはない。

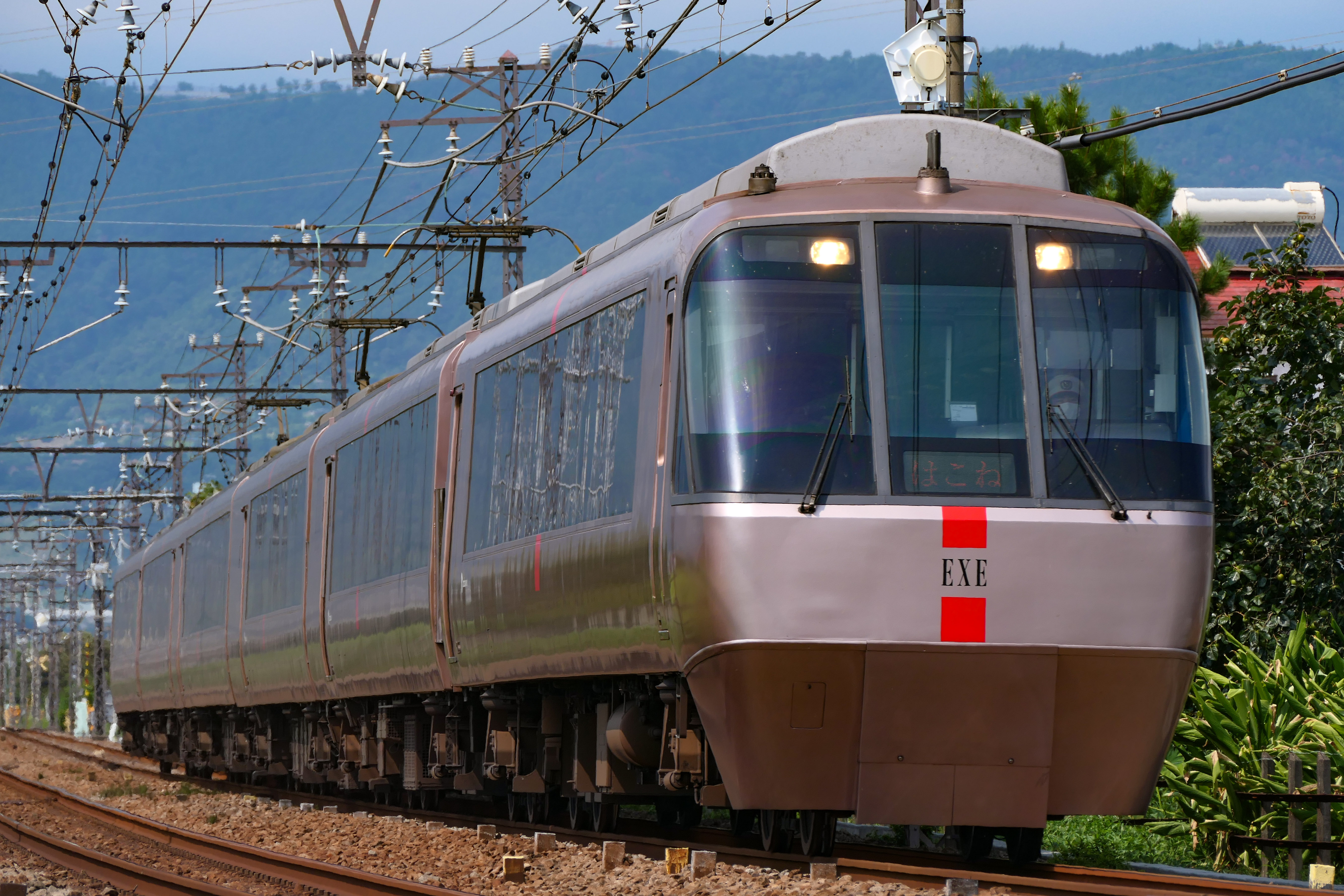
30000形「EXE」
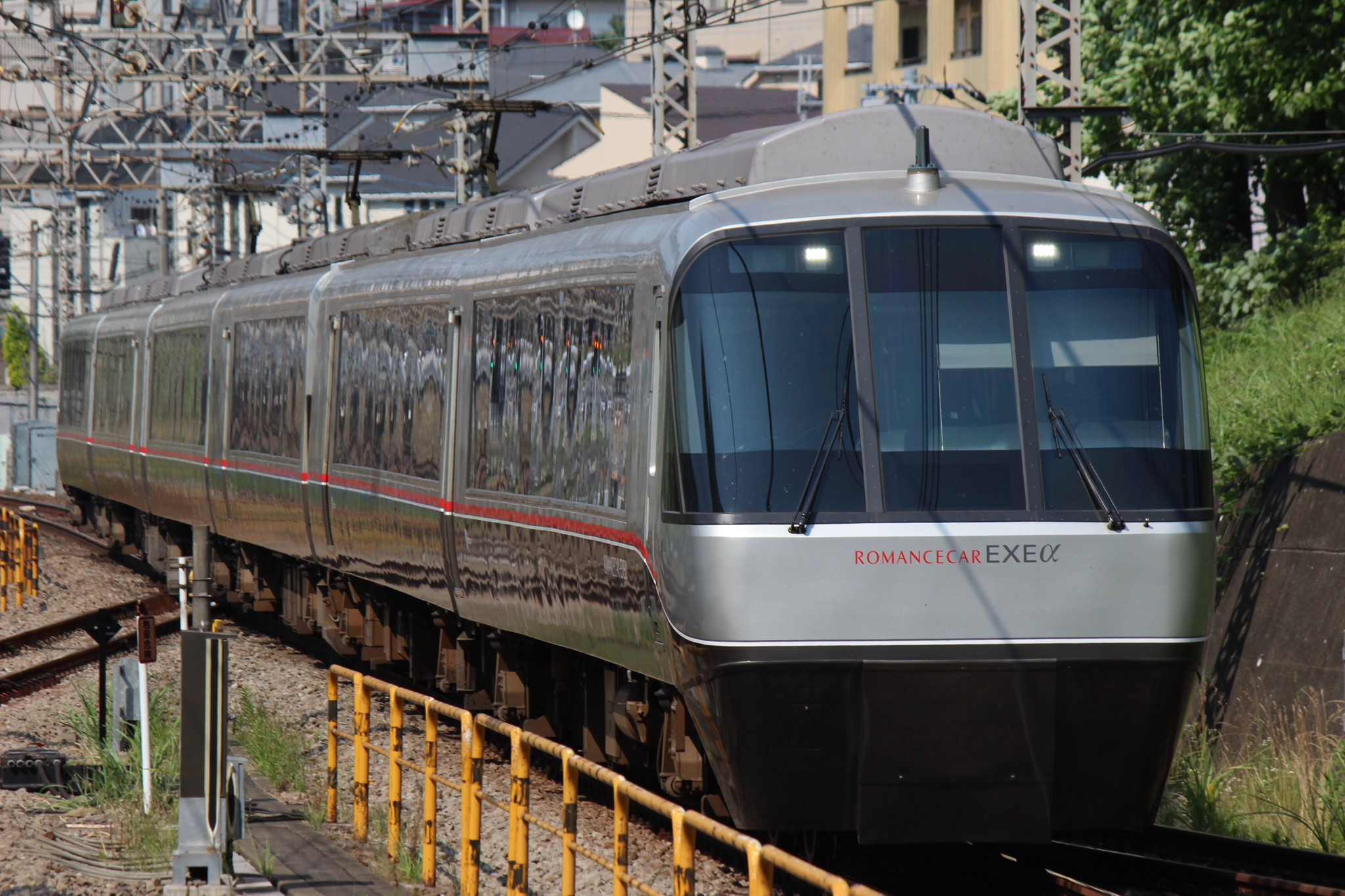
30000形「EXEα」
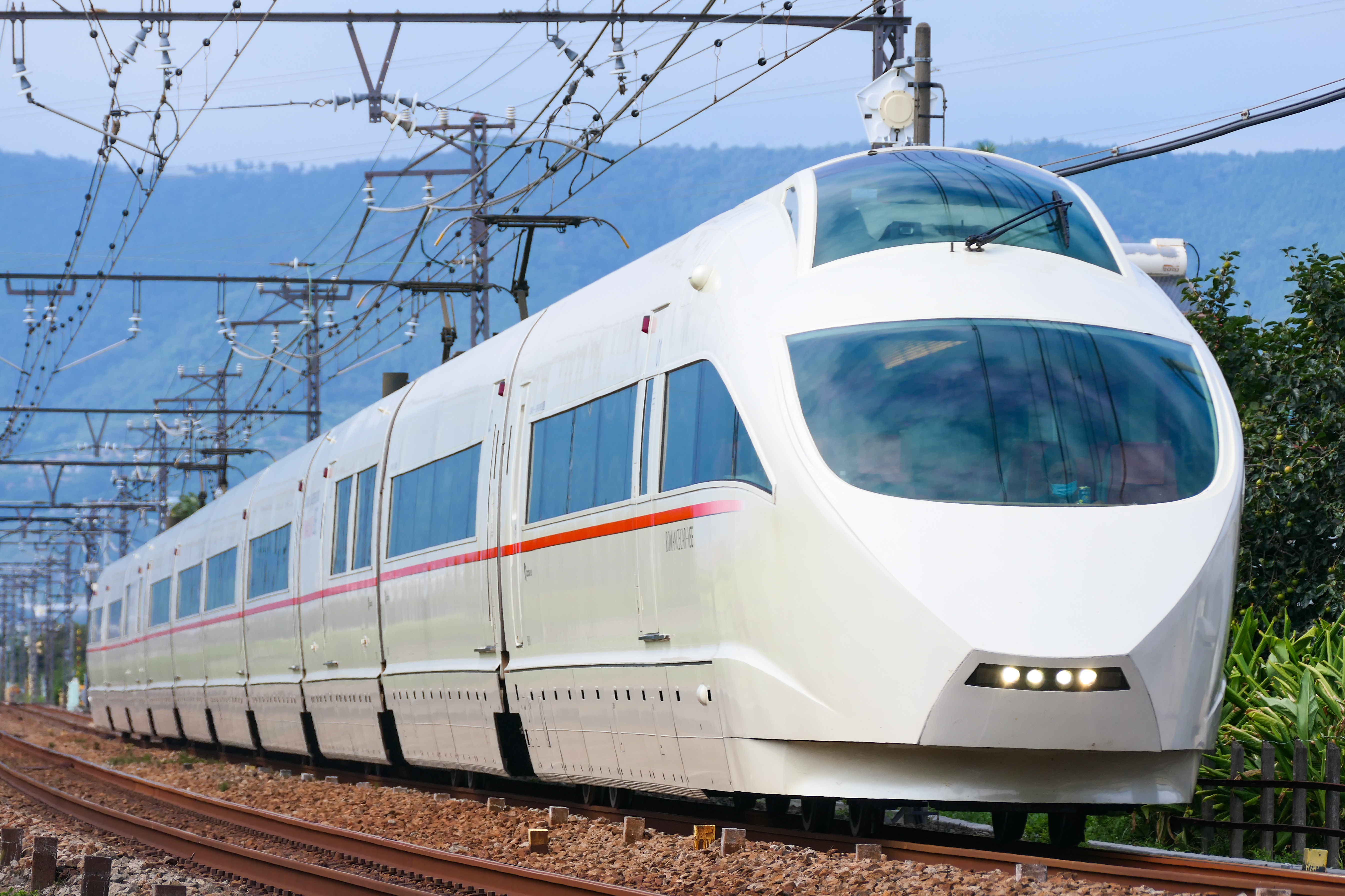
50000形「VSE」
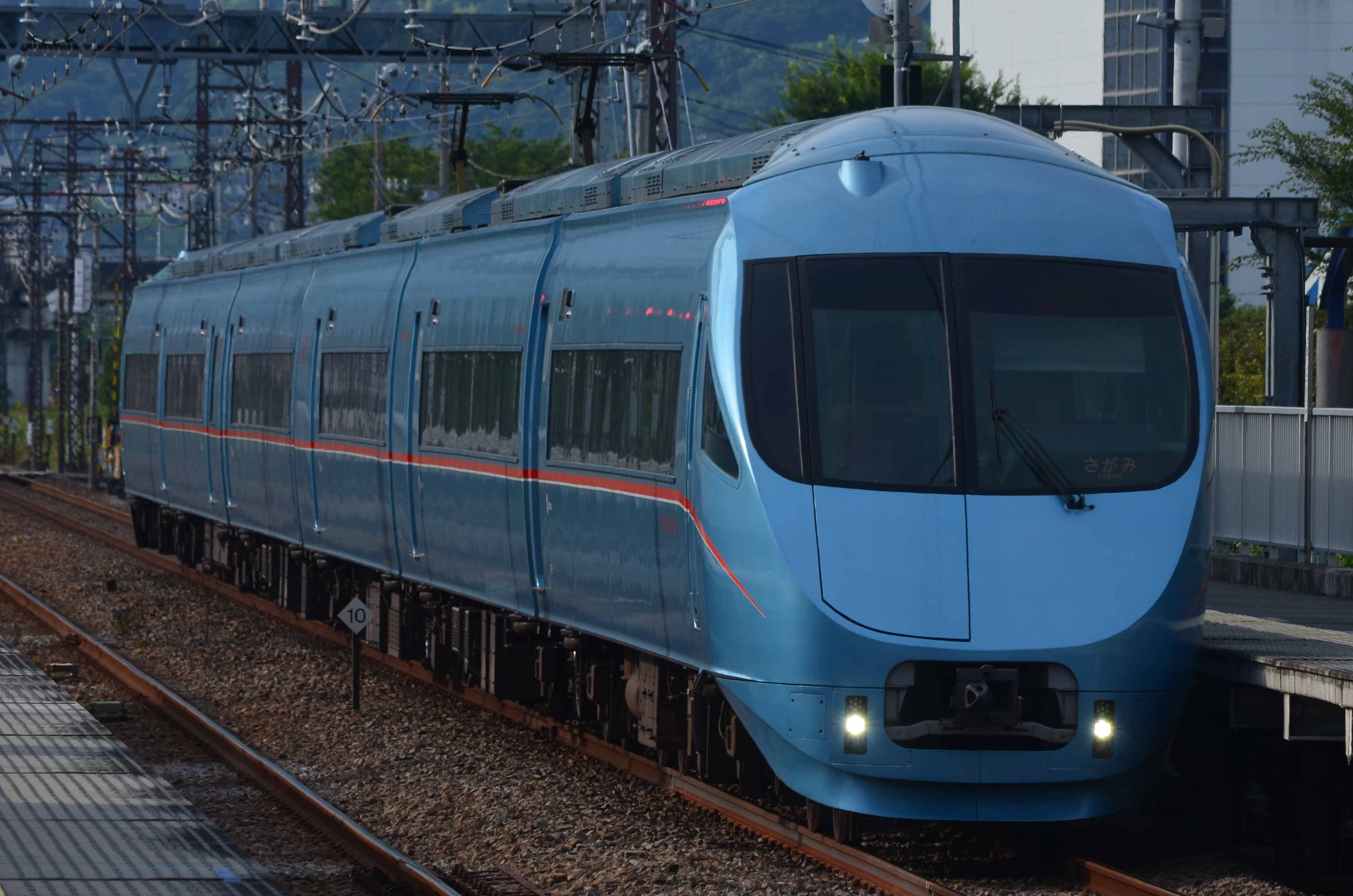
60000形「MSE」
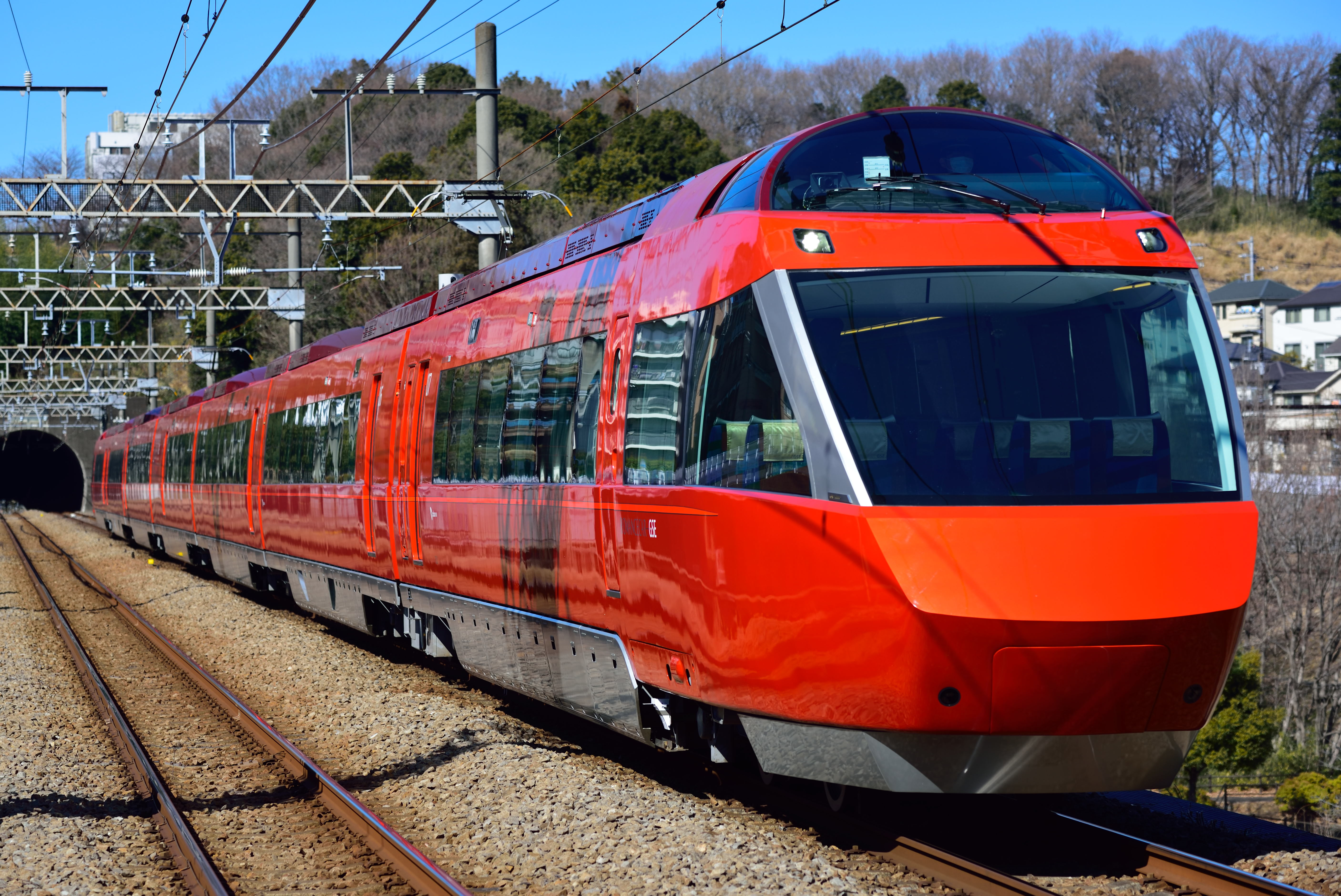
70000形「GSE」

### 過去の乗り入れ車両
全て通勤型である。

#### 東京地下鉄
- 06系：2002年3月23日 - 2015年
- 6000系：2002年3月23日 - 2017年

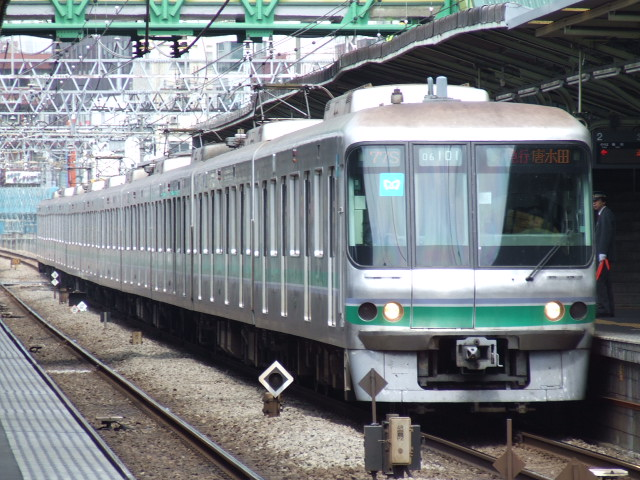
東京メトロ06系
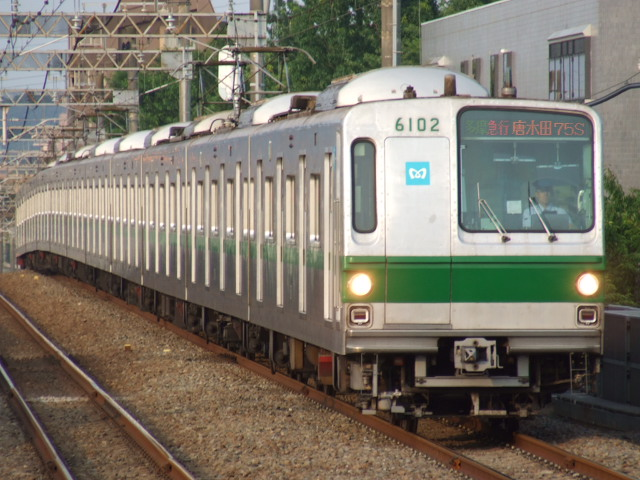
東京メトロ6000系

## 女性専用車
女性専用車は、平日朝7:30 - 9:30に新宿駅に到着する上り通勤急行・急行の進行方向最後尾1号車に設定されている。

## 駅一覧
- 駅番号は、2014年1月より順次導入[34]。
- 各駅停車と急行は各駅に停車するため省略。

凡例
- 停車駅 - ●：停車、｜：通過、↑：上り方向通過（通勤急行のみ）。
- 待避設備 - ◇：あり、空欄：なし

| 駅番号       | 駅名                 | 改札鋏       | 駅間 キロ    | 累計キロ        | 累計キロ     | 通勤急行 | 快速急行 | 接続路線 | 待避設備 | 所在地 |
| 駅番号       | 駅名                 | 改札鋏       | 駅間 キロ    | 新百合ヶ丘 から | 新宿 から    | 通勤急行 | 快速急行 | 接続路線 | 待避設備 | 所在地 |
| ------------ | -------------------- | ------------ | ------------ | --------------- | ------------ | --- | --- | --- | --- | --- |
| 直通運転区間 | 直通運転区間         | 直通運転区間 | 直通運転区間 | 直通運転区間    | 直通運転区間 | 小田原線経由で以下の路線・駅まで - 新宿駅まで - 代々木上原駅から 千代田線 北綾瀬駅・ JR常磐線（各駅停車） 我孫子駅まで | 小田原線経由で以下の路線・駅まで - 新宿駅まで - 代々木上原駅から 千代田線 北綾瀬駅・ JR常磐線（各駅停車） 我孫子駅まで | 小田原線経由で以下の路線・駅まで - 新宿駅まで - 代々木上原駅から 千代田線 北綾瀬駅・ JR常磐線（各駅停車） 我孫子駅まで | 小田原線経由で以下の路線・駅まで - 新宿駅まで - 代々木上原駅から 千代田線 北綾瀬駅・ JR常磐線（各駅停車） 我孫子駅まで | 小田原線経由で以下の路線・駅まで - 新宿駅まで - 代々木上原駅から 千代田線 北綾瀬駅・ JR常磐線（各駅停車） 我孫子駅まで |
| OH23         | 新百合ヶ丘駅         |              | -            | 0.0             | 21.5         | ● | ● | 小田急電鉄： 小田原線                                                                                                  | ◇ | 神奈川県 川崎市 麻生区                                                                                                 |
| OT01         | 五月台駅             |              | 1.5          | 1.5             | 23.0         | ↑ | ｜ | | | 神奈川県 川崎市 麻生区                                                                                                 |
| OT02         | 栗平駅               |              | 1.3          | 2.8             | 24.3         | ● | ● | | | 神奈川県 川崎市 麻生区                                                                                                 |
| OT03         | 黒川駅               |              | 1.3          | 4.1             | 25.6         | ↑ | ｜ | | | 神奈川県 川崎市 麻生区                                                                                                 |
| OT04         | はるひ野駅           |              | 0.8          | 4.9             | 26.4         | ↑ | ｜ | | | 神奈川県 川崎市 麻生区                                                                                                 |
| OT05         | 小田急永山駅         |              | 1.9          | 6.8             | 28.3         | ● | ● | 京王電鉄： 相模原線（京王永山駅:KO40）                                                                                 | | 東京都 多摩市 |
| OT06         | 小田急多摩センター駅 |              | 2.3          | 9.1             | 30.6         | ● | ● | 京王電鉄： 相模原線（京王多摩センター駅:KO41） 多摩都市モノレール： 多摩都市モノレール線（多摩センター駅:TT01）        | | 東京都 多摩市 |
| OT07         | 唐木田駅             |              | 1.5          | 10.6            | 32.1         | ● | ● | | | 東京都 多摩市 |

## 多摩線沿線の土地区画整理事業一覧
川崎市土地区画整理事業完了地区概要 による。多摩ニュータウンにおける土地区画整理事業は「多摩ニュータウン#施行事業一覧」を参照のこと。
柿生第二土地区画整理事業
施行者：柿生第二土地区画整理組合
施行面積：約32.8ha
事業期間：1971年 - 1976年度
総事業費：2,890,000千円
合算減歩率：40.2%
公共減歩率：18.5%
栗木第一土地区画整理事業
施行者：栗木第一土地区画整理組合
施行面積：約63.8ha
事業期間：1972年 - 1982年度
総事業費：8,790,605千円
合算減歩率：46.5%
公共減歩率：19.4%
黒川第一土地区画整理事業
施行者：黒川第一土地区画整理組合
施行面積：約9.4ha
事業期間：1974年 - 1979年度
総事業費：1,584,500千円
合算減歩率：50.1%
公共減歩率：26.5%
川崎都市計画新百合丘駅周辺特定土地区画整理事業
施行者：新百合丘駅周辺特定土地区画整理組合
施行面積：約46.4ha
事業期間：1977年 - 1984年度
総事業費：13,610,065千円
合算減歩率：38.2%
公共減歩率：24.1%
柿生第一土地区画整理事業
施行者：柿生第一土地区画整理組合
施行面積：約45.7ha
事業期間：1977年 - 1982年度
総事業費：8,616,163千円
合算減歩率：49.1%
公共減歩率：25.0%
栗木第二土地区画整理事業
施行者：栗木第二土地区画整理組合
施行面積：約44.2ha
事業期間：1986年 - 2001年度
総事業費：22,690,000千円
合算減歩率：41.0%
公共減歩率：15.1%
黒川特定土地区画整理事業
施行者：UR都市機構
施行面積：約80.5ha
事業期間：1991年 - 2010年度（換地処分公告は2006年3月12日）
総事業費：42,162,503千円
合算減歩率：52.9%
公共減歩率：31.5%

## その他

### 相模原延伸計画
唐木田から横浜線・相模線方面への延伸が、2000年の運輸政策審議会答申第18号（現・交通政策審議会）で今後整備を検討すべき路線として位置づけられている。2006年5月に神奈川県相模原市にある在日米軍相模総合補給廠の一部返還が決まったことにより、相模原市と町田市は延伸の実現に向けた具体的な検討を行うため、同年11月に「小田急多摩線延伸検討会」を設置した。そして2014年5月26日、両市は多摩線延伸推進に関する覚書を取り交わし、中央新幹線開業が予定される2027年までの実現を目指すとした。
2014年5月に「小田急多摩線延伸計画に関する研究会」から発表された経路は次の通りである。唐木田駅から東京都道158号小山乞田線（尾根幹線道路）と交差し、町田市に入る。そして小山田・常盤地区を抜け、東京都道47号八王子町田線（町田街道）と交差、相模総合補給廠（経路上は返還される予定）を縦断し、相模原駅で横浜線と交差、その先は相模原市の中心部を抜け、相模線上溝駅へ向かう。そのうち、相模原駅と上溝駅に駅を増設、さらに町田市内に新駅が一つ設置されることになっており、費用などの観点から小山田地区への設置が想定されている。この計画では事業費用を1,080億円と試算しており、開業後40年以内で黒字化できるとしている。
しかし、2019年5月に開催された「小田急多摩線延伸に関する関係者会議」では、独立行政法人鉄道建設・運輸施設整備支援機構が国と地方自治体から整備費の3分の2の補助を受けて路線を整備し、小田急は使用料を払って路線を借りて列車を運行する都市鉄道利便増進事業制度の採用を前提に、概算建設費が1,300億円、黒字化の達成は42年と試算されたことが公表された。これでは都市鉄道利便増進事業制度を適用できる目安である30年を越えてしまうため、第1期整備区間として相模原駅まで部分開業して、概算建設費を870億円に抑え黒字化の達成を26年に短縮してから、第2期整備区間として上溝駅まで開業するよう変更された。
このほか正式な計画には採用されていないものの、相模原市・厚木市・愛川町・清川村からは、さらに愛川町・厚木市を経由して本厚木駅に至る路線の建設も要望されている。神奈川県鉄道輸送力増強促進会議でも2016年度小田急電鉄向け要望書にて上溝駅方面への延伸の早期実現化とともに、本厚木駅に至る路線の建設を要望している。

#### 年表
- 2000年（平成12年）1月 - 運輸政策審議会答申第18号において、「唐木田駅から横浜線・相模線方面への延伸について、今後整備について検討すべき路線」に位置づけ
- 2005年（平成17年）8月 - 都市鉄道等利便増進法の施行
- 2006年（平成18年）5月 - 在日米軍再編協議において相模総合補給廠の一部返還が基本合意
- 2006年（平成18年）11月 - 「小田急多摩線延伸検討会」発足
- 2008年（平成20年）6月 - 日米合同委員会において相模総合補給廠の一部返還が正式合意
- 2012年（平成24年）7月 - 「小田急多摩線延伸計画に関する研究会」発足
- 2014年（平成26年）5月 - 「小田急多摩線延伸計画に関する研究会」報告書の公表、小田急多摩線延伸の推進に関する覚書の締結（町田市、相模原市）
- 2014年（平成26年）9月 - 相模総合補給廠の一部が国へ返還
- 2016年（平成28年）4月 - 交通政策審議会答申第198号において、「地域の成長に応じた鉄道ネットワークの充実に資するプロジェクト」の一つに位置づけ
- 2016年（平成28年）8月 - 「小田急多摩線延伸に関する関係者会議」発足
- 2019年（令和元年）5月 - 「小田急多摩線延伸に関する関係者会議」報告書の公表

### 川崎縦貫高速鉄道との直通運転計画
運輸政策審議会答申第18号にて「目標年次（2015年）までに開業することが適当である路線」(A1) に位置付けられた川崎縦貫高速鉄道（川崎市営地下鉄、2018年計画廃止）が、新百合ヶ丘駅から乗り入れし、相互直通運転するという計画が川崎市から提示されたことがある。実現後は、川崎市の広域拠点都市と位置付けられている武蔵小杉駅や、宮前区にもダイレクトにアクセスすることが可能となるため、かわさきマイコンシティなどを有する沿線市域の一体化および発展に重要な役割を果たす構想であった。一方、直通運転にあたって川崎市側は車庫を保有せず、喜多見検車区唐木田出張所の利用を前提としていたが、これらを含めた計画に対しての小田急側との合意は行われていなかった。
川崎縦貫高速鉄道は計画が廃止されたが、同じように川崎市の鉄道空白地帯を埋める目的で、横浜市営地下鉄ブルーラインがあざみ野駅から、新百合ヶ丘駅に延伸する計画がある。ただし、この計画は小田急多摩線との直通運転の予定はない。